# Робототехніка

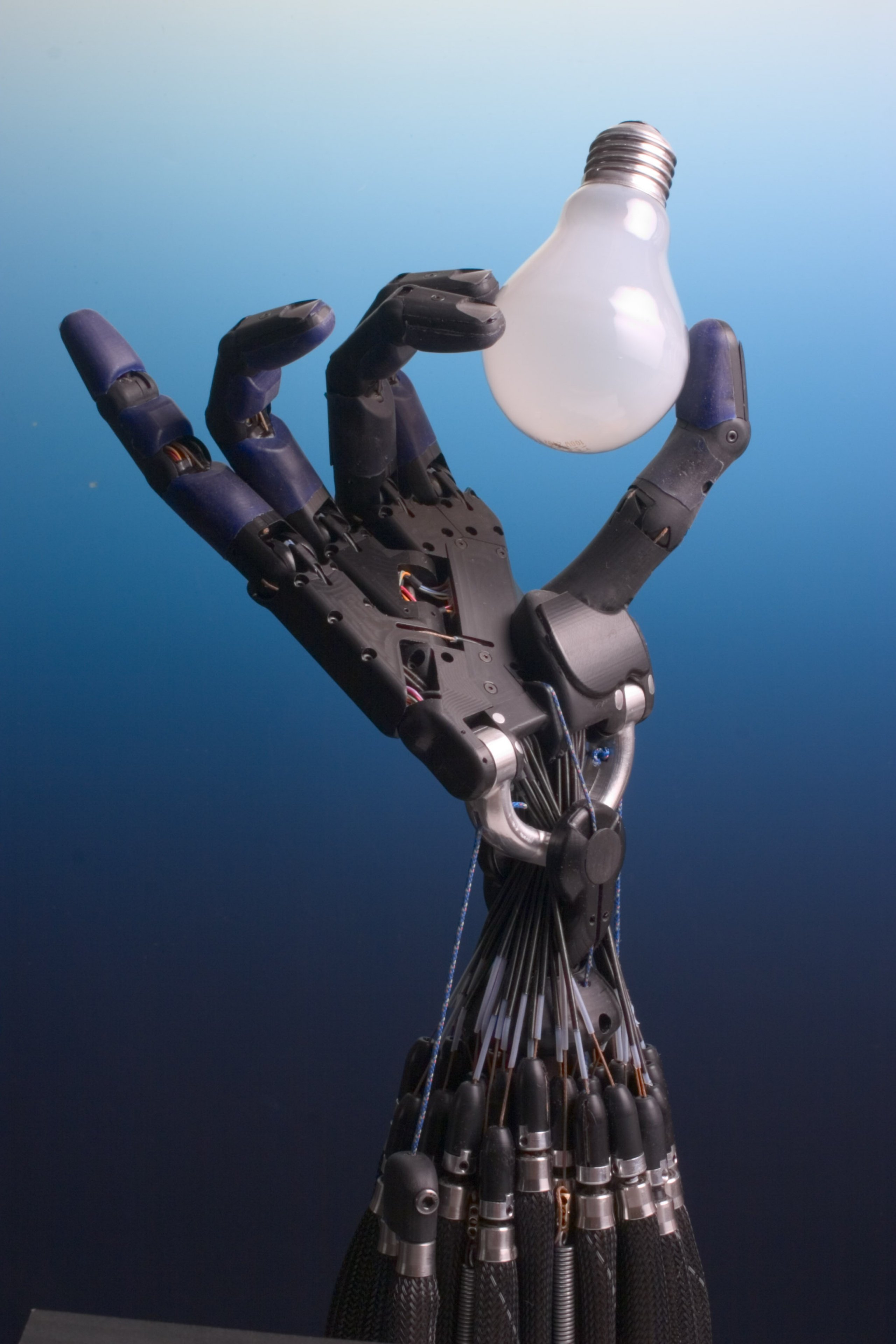
Рука робота

Робототе́хніка (від робот і техніка; англ. robotics) (англ. robotics, нім. Robotertechnik f) — прикладна наука, що опікується проєктуванням, розробкою, виготовленням та використанням роботів, а також комп'ютерних систем для керування ними, сенсорного (на основі вихідних сигналів давачів) зворотного зв'язку і обробки інформації автоматизованих технічних систем (роботів).

## Загальний опис
Робототехніка спрямована на створення роботів і робототехнічних систем, призначених для автоматизації складних технологічних процесів і операцій, зокрема таких, що виконуються в недетермінованих умовах, для заміни людини під час виконання важких, утомливих і небезпечних робіт.
Роботи можуть мати будь-яку форму, але деякі з них, зроблено схожими на людей за зовнішнім виглядом. Стверджується, що це допомагає у сприйнятті робота з певною реплікативною поведінкою, переважно, притаманною людям. Такі роботи намагаються повторити ходьбу, підйом, мову, в основному, все що може зробити людина. Багато з сучасних роботів, натхненні природою.
Мета робототехніки — виробляти програмування задля контрольованої співпраці електроніки і механіки роботів.
Термін роботехніка запровадив письменник-фантаст Айзек Азімов 1942 року. Слово робототехніка походить від слова робот, яке було представлено читачам чеським письменником Карелом Чапеком у його п'єсі R.U.R. (Россумські Універсальні Роботи) 1920 року. Слово робот походить від слов'янського слова Robota, що означає праця. Дійство починається на фабриці, яка виготовляє штучних людей, так званих роботів — істот, яких можна було помилково прийняти за людей — що дуже схоже на сучасні ідеї андроїдів. Сам Карел Чапек слово робот не вигадав — це зробив його брат Йозеф Чапек.
Робототехніка буває будівельною, промисловою, побутовою, авіаційною, екстремальною (військовою, космічною, підводною).
За даними Національної асоціації учасників ринку робототехніки, у світі на 10 тисяч працівників, 2015 року припадало у середньому 69 промислових роботів.

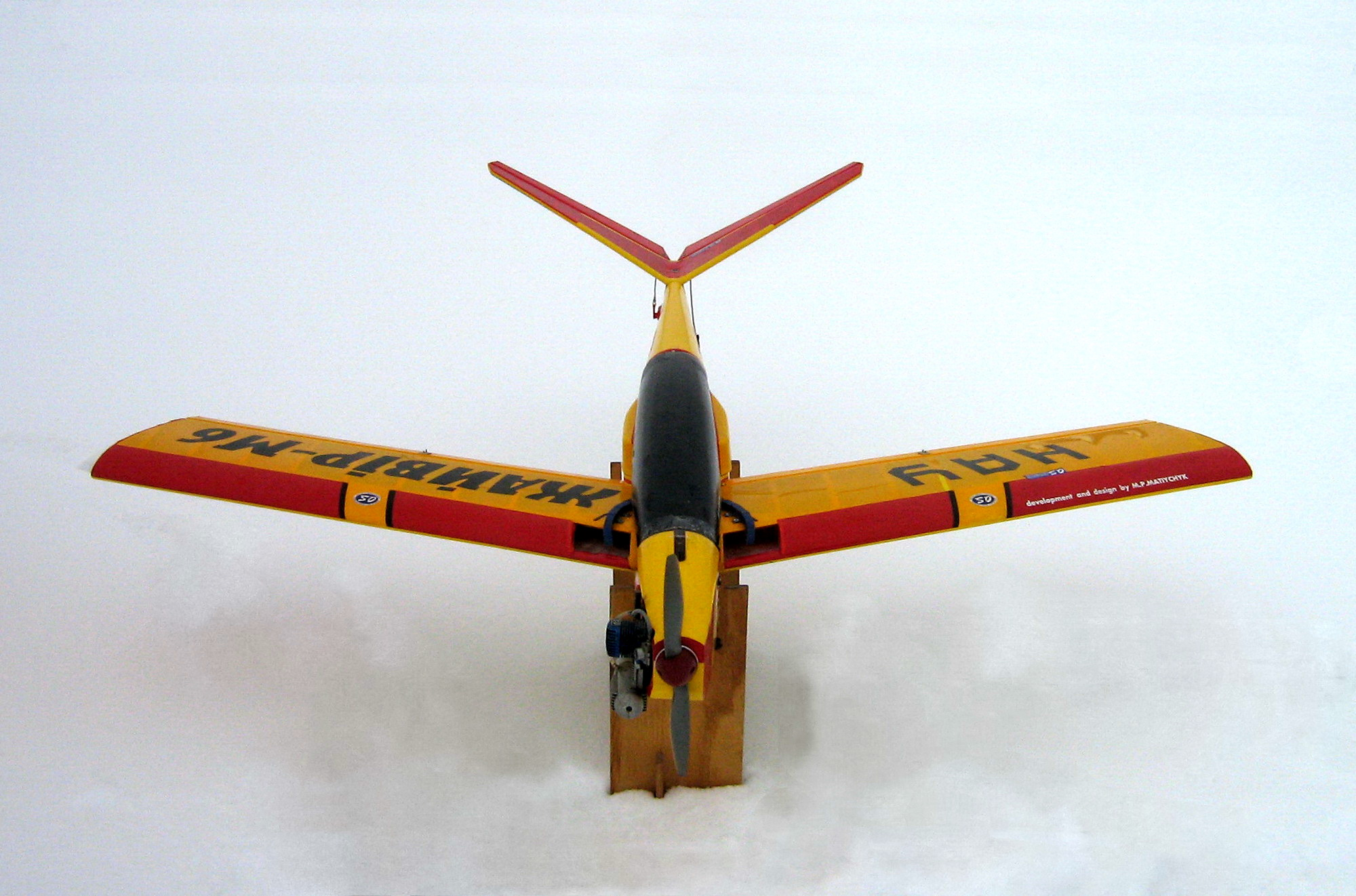
БПЛА M-6 Жайвір

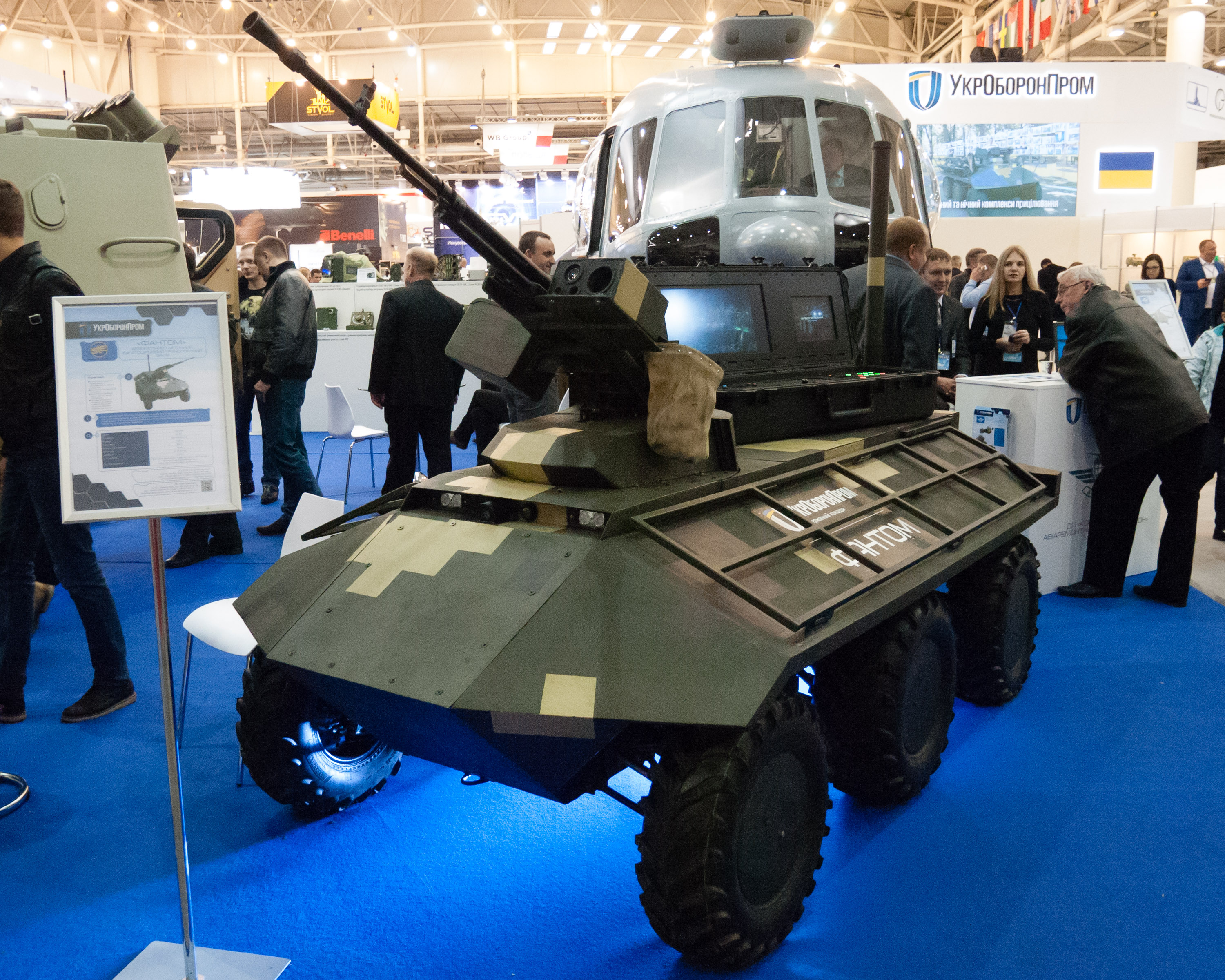
Безпілотний тактичний комплекс «Фантом» — СпецТехноЕкспорт

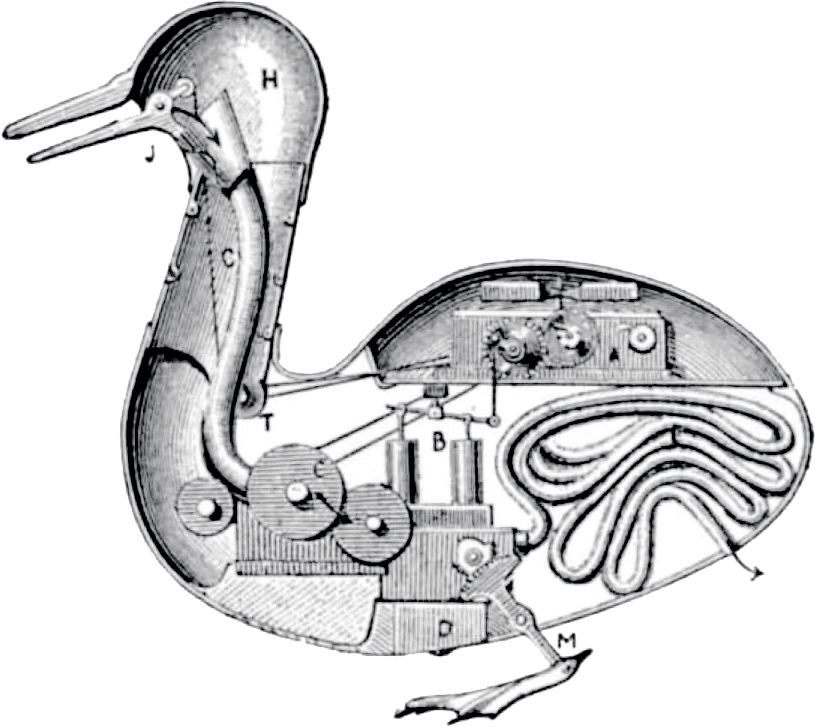
Автоматична качка Вокансона, яка була здатна їсти, махати крилами і виділяти перетравлену їжу (1738 рік)

## Історія

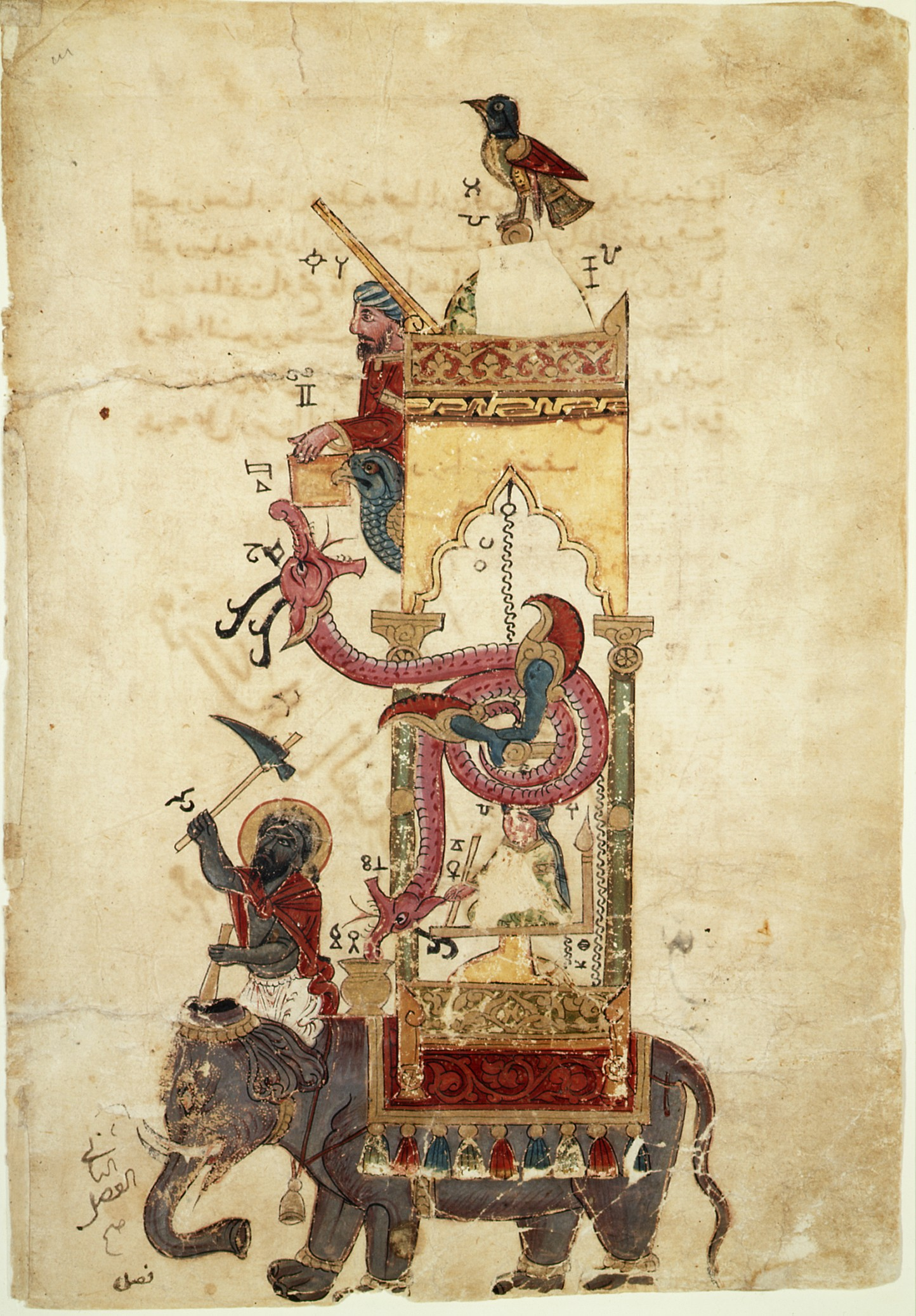
Elefantenuhr Аль-Джазарі, 1206 рік

Перші досліди з машинами проводилися ще у давні часи. Наприклад, відома музична машина (Водяний орган) Герона Олександрійського, або літальний голуб Архіта. У третьому сторіччі до Різдва Христового з'являється один з найбільш ранніх описів автоматів у дописі Лі Цзи. Із занепадом давніх культур, тимчасово зникли і наукові докази того часу. 1205 року Аль-Джазарі — мусульманський арабський інженер і автор 12-го століття, написав працю про механічні прилади «Книга знань дотепних механічних пристроїв». Він створив ранній людиноподібний автомат, а також програмовану групу автоматів Elefantenuhr des al-Dschazarī. До 1740 року, було спроєктовано і побудовано автоматичну качку і перший програмований цілком автоматичний ткацький верстат.
По закінченню Другої світової війни, в галузі робототехніки спостерігався швидкий поступ.
1942 року письменник-фантаст Айзек Азімов створив свої три закони робототехніки.
1948 року Норберт Вінер сформулював принципи кібернетики, які лягли в основу прикладної робототехніки.
1973 року українською, а 1974 року російською мовами під керівництвом Віктора Глушкова, у Києві було видано першу у світі «Енциклопедію кібернетики» у 2-х томах.
Повністю автономна роботизована система, з'явилася лише у другій половині 20-го століття. Перший програмований робот з цифровим керуванням Unimate, було встановлено 1961 року, для підняття гарячих шматків металу з машини для лиття під тиском, і їх складання.
Сьогодні, на початку XXI століття, широко розповсюджені комерційні і промислові роботи, що використовуються для виконання різної праці дешевше, точніше та надійніше за людей. Вони також застосовуються для деяких завдань, які занадто брудні, небезпечні або марудні, щоби бути придатними для людей. Роботи працюють у виробництві, складанні, пакуванні, транспортуванні, дослідженні Землі і космосу, хірургії, озброєнні, лабораторних дослідах, безпеці та масовому виробництві споживчих і промислових товарів.

## Складові робототехніки

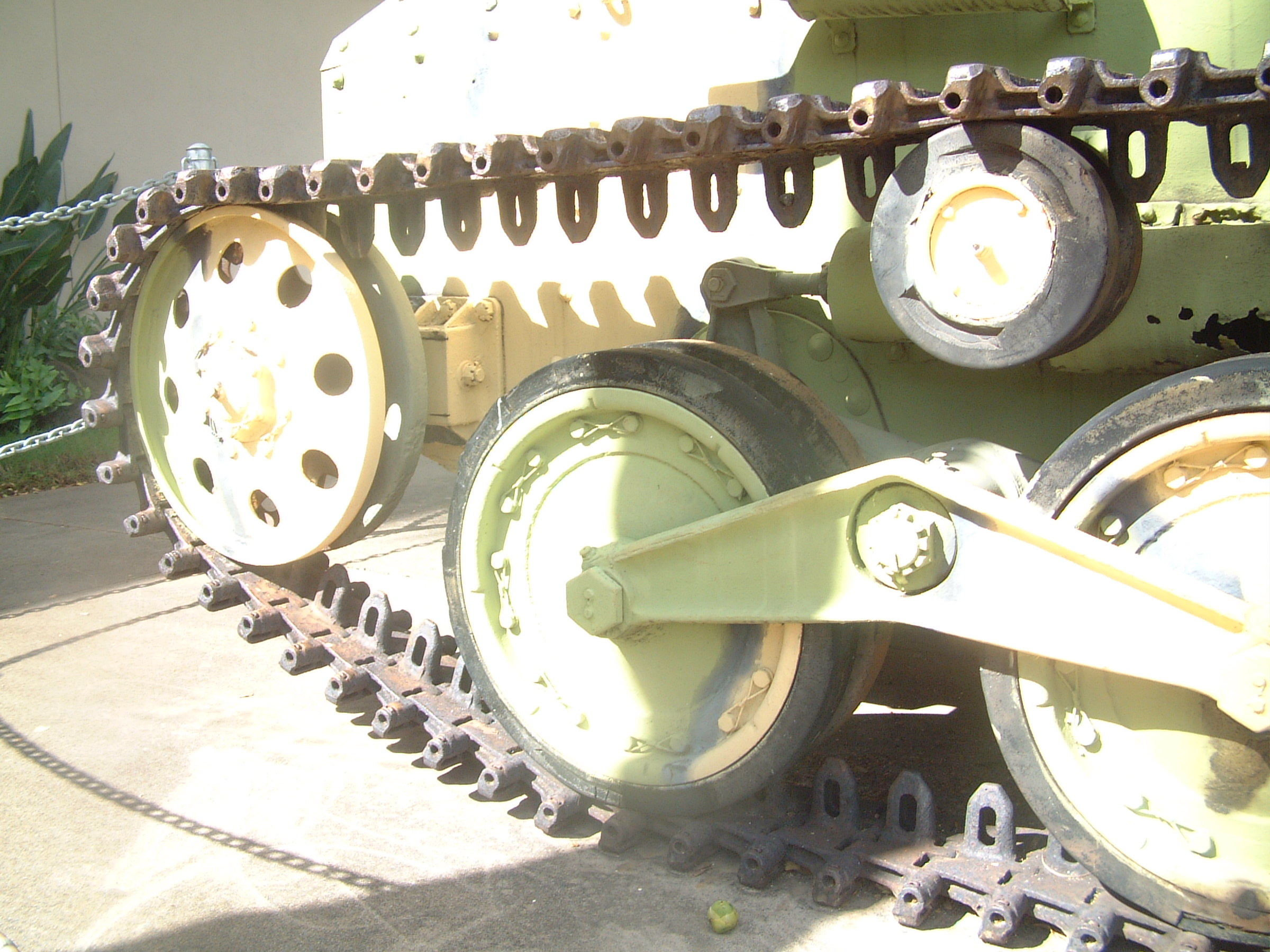
Механічна будова плазунового рушія

Є чимало видів роботів і вони використовуються у багатьох відмінних середовищах для великої кількості різних застосувань. Хоча роботи дуже різноманітні у вжитку, усі вони мають три основні подібності, коли справа доходить до їх будови: всі роботи мають деякий вид механічної конструкції — рами, або форми, призначені для досягнення певного завдання. Наприклад, робот пристосований подорожувати у важкій багнюці, міг би використовувати гусениці. Механічний чинник, є головним рішенням розробника задля завершення поставленого завдання. Форма слідує за функцією.

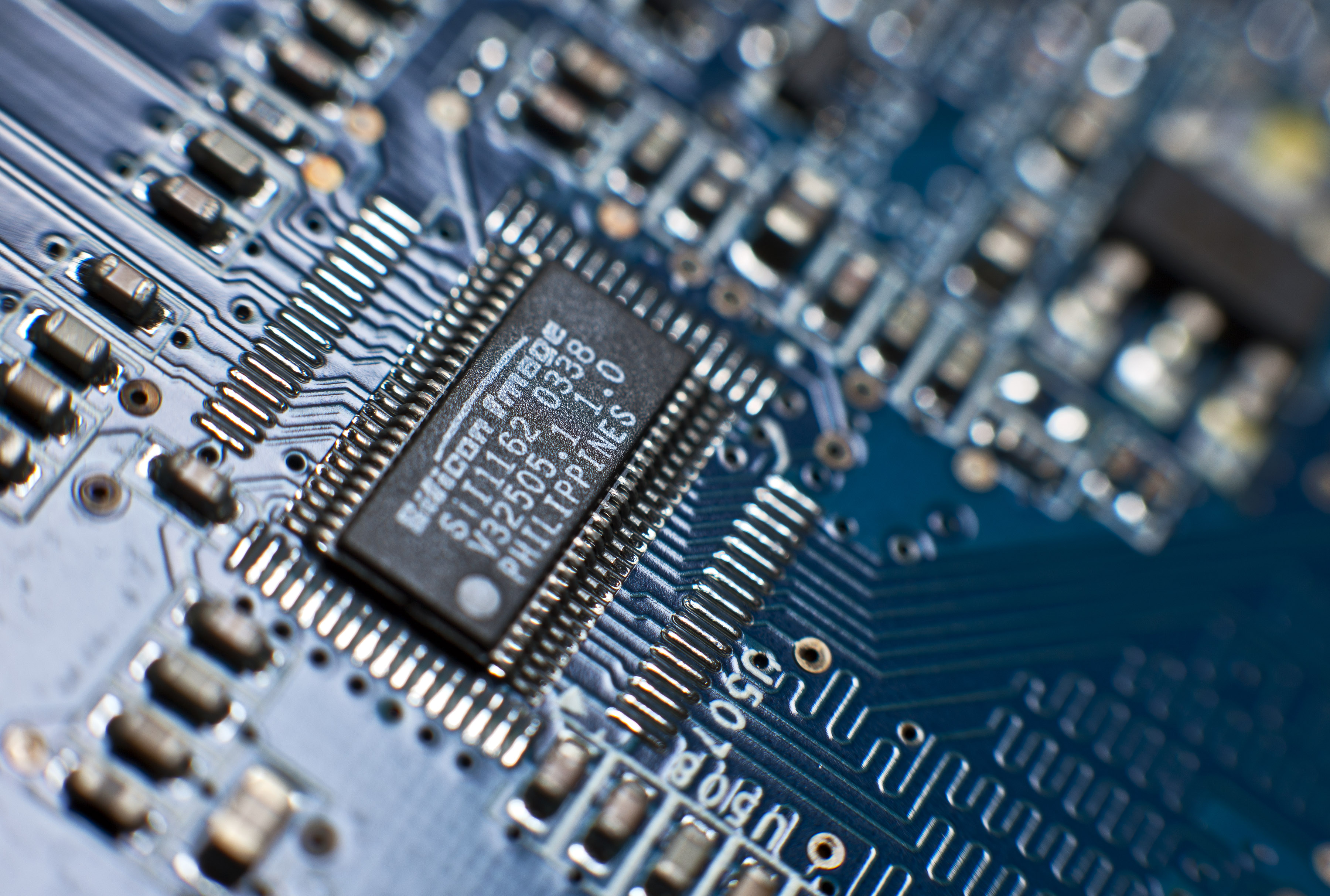
Комп'ютерна плата

Роботи мають електричні складники, які керують механізмами. Наприклад, роботу з гусеницями, будуть потрібні якісь сили, щоби перемістити трекер протекторів. Ця сила приходить у вигляді електрики крізь дроти від батареї, основним електричним колом. Навіть бензинові машини, які отримують свою силу, в основному, з бензину, вимагають електричного струму, щоби почати процес згоряння. Саме тому, більшість бензинових машин, як і автомобілі, мають батареї. Електрична складова роботів, використовується для руху (через двигун), зондування (де електричні сигнали застосовуються для вимірювання таких речей, як тепло, звук, положення і стан енергії) і оперативний (роботи потребують певного рівня електричної енергії, що підводиться до їхніх двигунів і давачів для того, щоби їх задіяти і виконувати основні операції).

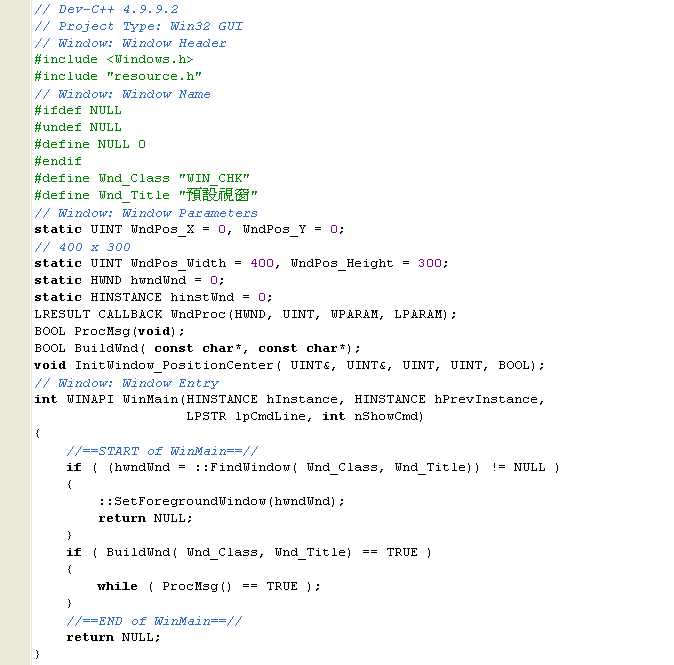
Рівень програмування

Усі роботи мають деякий рівень комп'ютерного програмування. Програма вирішує для робота, коли і як щось зробити. У гусеничному прикладі, робот, котрий повинен пересуватися по болоту, може мати правильну механічну конструкцію і отримати достатню кількість енергії від своєї батареї, але не буде нікуди йти без програми, що змушує його рухатися. Програми є основною сутністю робота. Він може мати відмінну механічну і електричну конструкцію, але якщо його програму погано розроблено, його продуктивність буде дуже низькою (або він не зможе виконувати завдання взагалі). Існує три види роботизованих програм: дистанційне керування, штучний інтелект і гібрид. Робот з дистанційним програмованим керуванням, має раніше встановлений набір команд і буде їх виконувати, коли отримує сигнал від джерела керування, здебільшого, людини з пультом дистанційного керування. Роботи, що використовують штучний інтелект, взаємодіють з навколишнім середовищем без джерела керування, і можуть детерміновано реагувати на проблеми, з якими вони стикаються, отже, використовують власне програмування. Гібрид, є формою програмування що об'єднує обидві функції AI і RC.

## Застосування
Оскільки все більше і більше роботів призначено для виконання окремих завдань, спосіб їх класифікації, стає все більш потрібним. Наприклад, багато роботів призначено для праці з монтажу, і не можуть бути легко пристосовані для інших застосувань. Їх називають «складальними роботами». Для зварювання шва, деякі виробники постачають повні зварювальні системи з роботом, тобто зварювальне устаткування поряд з іншими зручностями обробки матеріалів, наприклад, поворотні столи та інше, як єдине ціле. Така інтегрована роботизована система, називається «зварювальний робот». Деякі роботи, навмисно призначено для орудування значними навантаженнями і позначені як «важкі роботи службових обов'язків».
Поточні і можливі галузі застосування роботів, передбачають:
Військові роботи.
Caterpillar планував розробити дистанційно керовані машини та повністю автономних важких роботів до 2021 року. Деякі підіймальні крани, вже керуються віддалено.
Було показано, що робот може виконувати скотарські завдання.
Роботи все частіше використовуються у виробництві (з 1960 року). В автомобільній промисловості, вони можуть складати більше половини від загальної «праці». Є навіть фабрики «з вимкненим світлом», як-от завод з виробництва клавіатур IBM у Техасі, котрий на 100 відсотків автоматизовано.
Роботи, як-от HOSPI, використовуються як кур'єри в лікарнях (лікарняний робот). Інші лікарняні завдання, виконують роботи рецепціонери, гіди і носильники — помічники.
Роботи можуть служити офіціантами і кухарями, також і у домашніх умовах. «Boris» — це робот, який може завантажувати посуд до посудомийної машини.
Робот бойового спорту — хобі або спортивний захід, де два або більше роботів борються на арені, щоби вимкнути один одного.
Очищення забруднених територій, від токсичних відходів або продуктів ядерних установок.
Сільськогосподарські роботи (AgRobots).

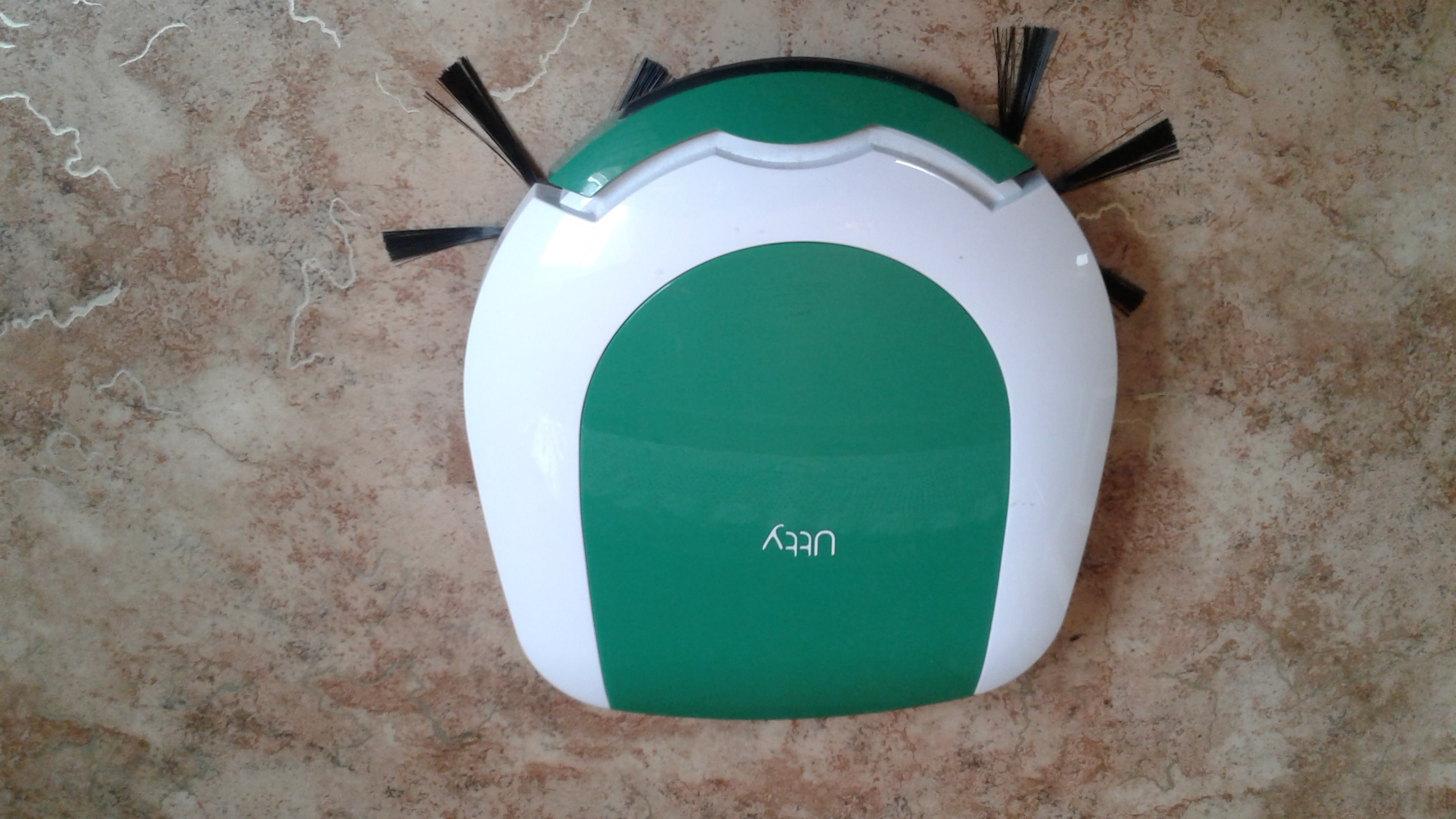
Робот пилосос

Внутрішні роботи, очищення приміщення та догляд за людьми похилого віку.
Медичні роботи, що виконують дії з малоінвазивної хірургії.
Домашні роботи з повним використанням.
Освітня робототехніка. Роботи стали поширеним підручним посібником у деяких середніх і вищих навчальних закладах, а також у численних літніх таборах молоді, задля підвищення цікавості до програмування, штучного інтелекту і робототехніки серед студентів. У деяких університетах світу, перший рік навчання передбачає комп'ютерні курси програмування роботів, на додаток до традиційної програмної інженерії, на основі курсових робіт.

## Приводи
Привод — це «м'язи» роботів. На початку XXI століття, найбільш розповсюдженими рушіями у приводах, є електричні, але застосовуються й інші, що використовують хімічні речовини або стиснене повітря.
- Двигуни постійного струму : Поки що, більшість роботів використовують електродвигуни, які можуть бути декількох видів.
- Крокові електродвигуни: Як можна припустити з назви, крокові електродвигуни не обертаються вільно, подібно до двигунів постійного струму. Вони повертаються покроково на певний кут під керуванням контролера. Це дозволяє обійтися без давача положення, оскільки контролеру точно відомо, на який кут було зроблено поворот.
- П'єзодвигуни: Сучасною альтернативою двигунів постійного струму, є п'єзодвигуни, також відомі як ультразвукові двигуни. Спосіб їхньої роботи цілком відрізняється: маленькі п'єзоелектричні ніжки, які вібрують з частотою більше 1000 разів на секунду, змушують мотор рухатися по колу або прямій. Перевагами подібних двигунів є висока швидкість і потужність, непорівнянна з їхніми розмірами. П'єзодвигуни вже доступні на комерційній основі і також застосовуються на деяких роботах.
- Повітряні м'язи: Повітряні м'язи — простий, але потужний пристрій для забезпечення сили тяги. За накачування стисненим повітрям, м'язи здатні скорочуватися до 40 % від власної довжини. Причиною такого поводження є плетіння, видиме з зовнішнього боку, яке змушує м'язи бути або довгими і тонкими, або короткими і товстими. Через те, що спосіб їх роботи схожий з біологічними м'язами, їх можна використовувати для виготовлення роботів з м'язами і скелетом, подібними м'язам і скелету тварин.
- Електроактивні полімери: електроактивні полімери (ЕАП) — це вид пластмас, який змінює форму у відповідь на електричний вплив. Вони можуть бути сконструйовані таким способом, що здатні гнутися, розтягуватися або скорочуватися. Однак, досі немає ЕАП, придатних для виробництва комерційних роботів, оскільки всі вони неефективні або неміцні.
- Еластичні нанотрубки: Це далекосяжна дослідна технологія, що перебуває на ранній стадії розробки. Відсутність дефектів у нанотрубках дозволяє цьому волокну пружно деформуватися на кілька відсотків. Людський біцепс може бути замінений проводом з такого матеріалу діаметром 8 мм. Такі невеликі штучні «м'язи» здатні допомогти роботам у майбутньому, обганяти і перестрибувати людей.

### Руховий апарат

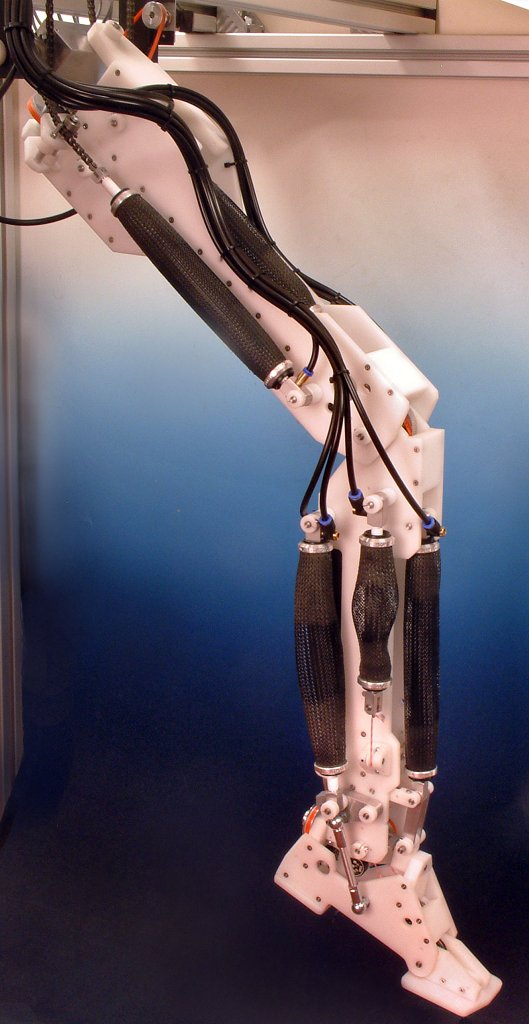
Нога робота з повітряними м'язами

#### Колісні роботи
- Одноколісні;
- Двоколісні;
  - Танковий тип;
- Триколісні;
  - Система керування кермом;
- Чотириколісні;
- Багатоколісні.

#### Крокувальні роботи
За способом зчеплення ноги з поверхнею, вирізняють:
- З утриманням ноги за допомогою вакуумних присосок;
- Зі зчепленням особливими пристроями або формою (волоски і щетинки у роботів, подібні до комашиних);
- Без особливого способу зчеплення.

Окремо можна виокремити роботів-андроїдів, котрі наслідують рухи людини.

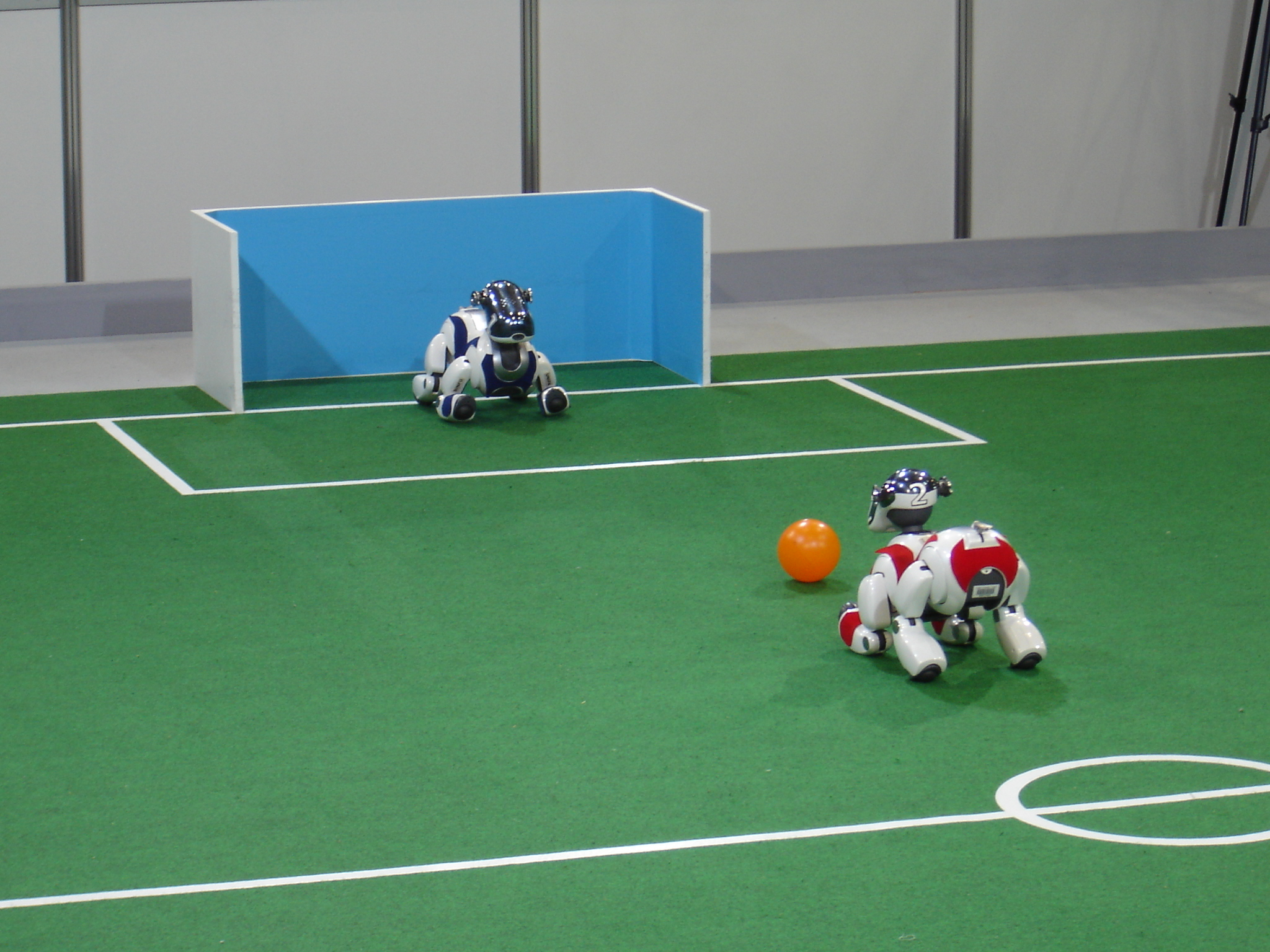
Robocup 2005 Aibos

- Використовують дві ноги;
  - ASIMO
  - Atlas
- Застосовують чотири ноги;
  - BigDog
- Використовують шість ніг;
- Багатоногі.

#### Плавальні роботи
- Надводні роботи
- Підводні роботи
  - Гном

#### Літальні роботи
- БПЛА

#### Інші способи руху
- Стрибучі роботи
- Роботи, що відтворюють рухи змії
- Роботи, які повторюють рухи черв'яка

## Зчитування

### Роботизованезондування
Різноманітні давачі дозволяють роботам отримувати відомості про певні виміри навколишнього середовища або їхні внутрішні складові. Це дуже важливо роботам задля виконання своїх завдань, і реагування на будь-які зміни у довкіллі. Давачі використовуються для різних форм вимірювань, щоби надати роботу попередження про небезпеку або несправності, а також забезпечувати цією інформацію у реальному часі.

### Доторк
Тактильний давач (давач доторку)
Сучасні роботизовані і протезні руки отримують набагато менше тактильної (доторкової) інформації, ніж людська рука. Нещодавно розроблено тактильний давач, який наслідує механічні властивості і сенсорні рецептори людських пальців. Конструкція давача виконана у вигляді жорсткої серцевини, оточеної рідиною що проводить струм, та охопленої еластомірною шкірою. Електроди установлено на поверхні твердого осердя і з'єднано з пристроєм вимірювання у межах активної зони. Коли штучна шкіра доторкається предмета, рідина навколо електродів деформується, виробляючи зміни імпедансу, що відповідає силам, отриманим від об'єкта. Дослідники очікують, що важлива спроможність таких штучних пальців, регулюватиме роботизоване захоплення утримуваного об'єкта.
Науковці з кількох країн Європи та Ізраїлю 2009 року, розробили протез руки SmartHand, котра діє як справжня та дозволяє пацієнтам писати, набирати на клавіатурі, грати на піаніно і виконувати інші дрібні рухи. Протез має давачі, які дають можливість користувачу, отримувати реальне відчуття у своїх руках.

### Бачення
Комп'ютерний зір це наука і технологія машин, які бачать. Як наукова дисципліна, комп'ютерний зір

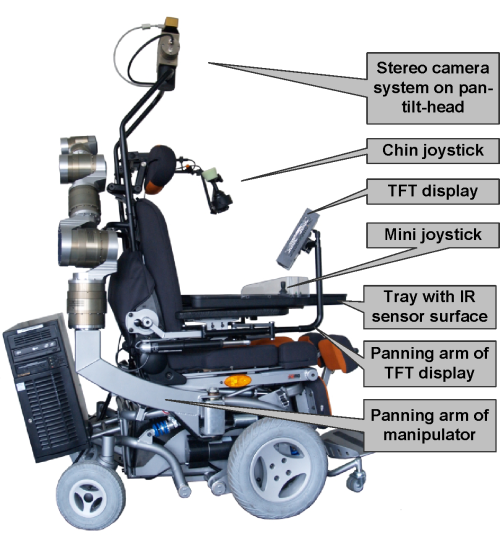
FRIEND-III klein

пов'язано з теорією про штучні системи, котрі отримують інформацію зі зображень. Дані зображення можуть брати різні форми, як-от відеофрагменти і види з камер.
У більшості прикладних застосувань комп'ютерного зору, комп'ютери програмуються заздалегідь, для вирішення певного завдання, але методи, засновані на навчанні у дійсному часі, стають все більш і більш поширеним явищем.
Системи комп'ютерного зору покладаються на давачі зображення, які виявляють електромагнітне випромінювання, котре, здебільшого, є у вигляді або видимого, або інфрачервоного світла. Давачі розроблено з використанням фізики твердого тіла. Процес, за якого світло поширюється і відбивається від поверхні, пояснюється використанням оптики. Складні давачі зображення, навіть вимагають квантової механіки, щоби забезпечити повне розуміння процесу утворення зображення. Роботи також може бути оснащено кількома давачами зору, щоби краще бути у стані, обчислити відчуття глибини у навколишньому середовищі. Як і людські, «очі» роботів повинні також, бути у змозі зосередитися на певній області інтересів, а також пристосовуватися до змін у яскравості світла.

### Інше
Інші поширені способи зондування в області робототехніки це — використовування локації, радарів і сонарів.

## Механічна маніпуляція
Роботи повинні орудувати предметами; підбирати, змінювати, знищувати чи мати вплив іншим чином.

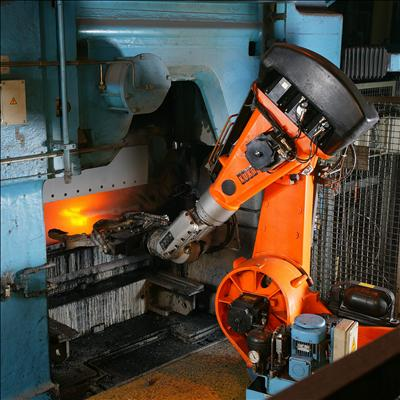
Промисловий робот KUKA, що працює на ливарному виробництві

Через це, «руки» робота часто називають як кінцеві ефектори, тоді як «рука», називається маніпулятором. Більшість рук роботів, мають змінні ефектори, які можуть виконувати деяке невелике коло завдань. Деякі з них мають фіксовані маніпулятори, які не можливо замінити, водночас інші, мають один маніпулятор дуже загального призначення, наприклад, гуманоїд руки. Навчання керування роботом, часто вимагає тісного зворотного зв'язку між людиною та роботом, хоча й існує кілька методів для віддаленого управління роботами.

### Механічні зачепи
Одним з найбільш поширених ефекторів є захоплення. У своєму найпростішому прояві, він складається з усього двох пальців (клешня), які можна відкривати і закривати, щоб підняти і відпустити цілу низку дрібних предметів. Пальці може бути виготовлено у вигляді ланцюга з металевим дротом, що проходить крізь нього. Прикладами рук, які нагадують і працюють як руки людини, є Shadow Hand і Robonaut hand. Руки зі складністю середнього рівня, представлено рукою Delft. У механічних зачепах, можуть застосовуватися різні принципи, зокрема і тертя. Фрикційні лещата використовують всю силу захоплення, для утримання

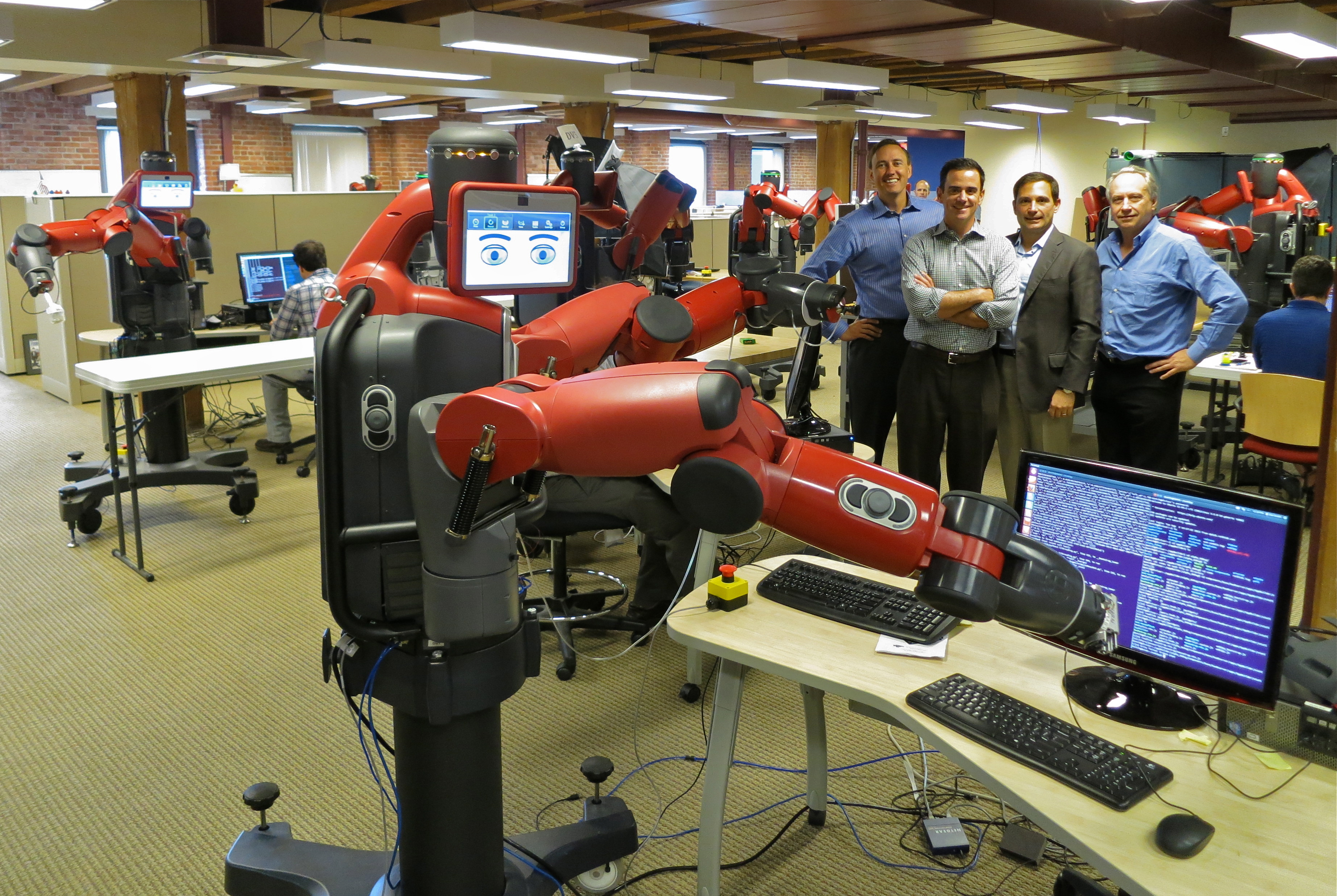
Бакстер, сучасний і універсальний промисловий робот, розроблений Родні Брукс

об'єкта на місці, за допомогою тертя.

### Вакуумні захоплення
Вакуумні захоплення дуже прості пристрої, натомість, можуть розвинути дуже великі зусилля за умови, що поверхня схоплювання є досить гладкою, щоби забезпечити всмоктування.

### Ефектори загального призначення
Деякі просунуті роботи починають використовувати повністю людиноподібні руки, як Shadow Hand (тінь руки) MANUS, і рука Schunk. Вони являють собою досить спритні маніпулятори, з цілими 20 ступенями вільності і сотнями тактильних давачів.

## Пересування
Для простоти, більшість мобільних роботів мають чотири колеса або кілька безперервних доріжок (гусениць). Деякі дослідники намагалися створити більш складних колісних роботів, лише з одним або двома колесами. Вони можуть мати певні переваги, як-от підвищення ефективності та зменшення кількості складників, а також, це дозволяє роботові переміщатися в обмеженому просторі, де чотириколісний робот цього не зміг-би зробити.

### Двоколісні балансувальні роботи

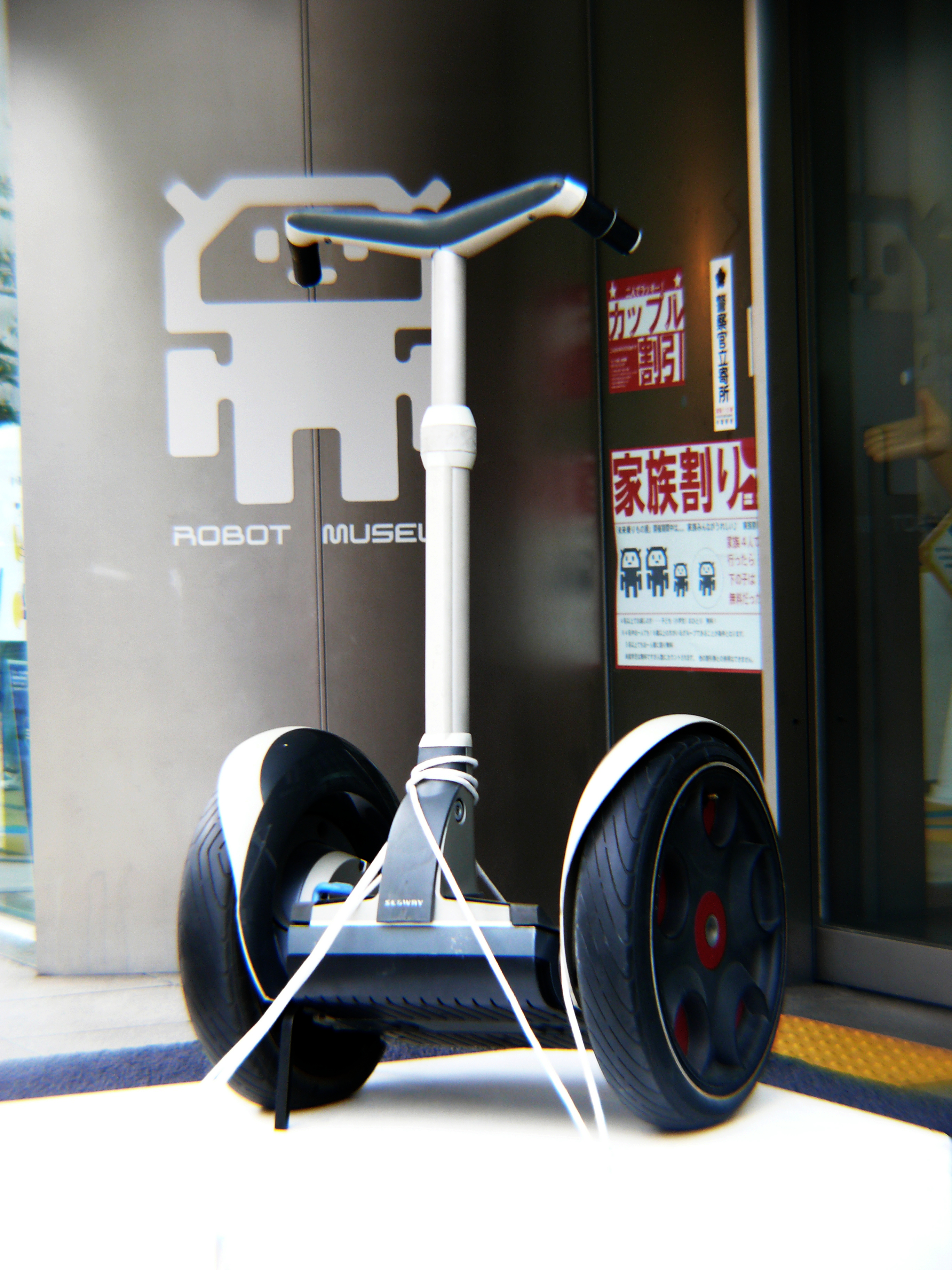
Пересувна платформа Segway 01

У балансувальних роботах, зазвичай, використовують гіроскоп для визначення того, наскільки робот нахиляється, а відтак, диск колеса пропорційно провертається у тому ж напрямку, щоби врівноважити нахил, згідно динаміки перевернутого маятника. Тоді як Segway не є роботом, його можна розглядати як складову робота, у разі використання його в ролі RMP (Mobility Platform Robotic — пересувної платформи). Прикладом такого застосування, є Robonaut НАСА, який було встановлено на Segway.

### Одноколісні балансувальні роботи
Одноколісний робот — балансувальник, є продовженням двоколісного балансувального робота. Він може переміщатися у будь-якому напрямку, використовуючи 2D круглу кулю як єдине колесо. Останнім часом було розроблено кілька одноколісних балансувальних роботів,  як от«Ballbot» університету Карнегі-Меллон. Завдяки довгій та тонкій формі і можливості маневрувати в обмеженому просторі, у них є переваги, щоби працювати краще за інші роботи, у середовищі з людьми.

### Сферичні роботи
Було зроблено кілька спроб з виготовлення роботів, які повністю містяться всередині сферичної кульки — або шляхом обертання ваги всередині кулі (принцип дзиґи), чи шляхом повороту зовнішніх оболонок сфери. Їх також, називають orb bot або ball bot.

### Шестиколісні роботи
Використання шести коліс замість чотирьох, дозволяє отримати краще зчеплення з ґрунтом — наприклад, на скелястій поверхні або траві.
Існують особливі кінематичні схеми, що дозволяють утримувати однакове навантаження на всі колеса для забезпечення високої прохідності. Найбільш відома з таких схем, Rocker-bogie, застосовується на Марсоході «К'юріосіті».

### Плазунові роботи
Плазуни забезпечують більшу тягу, ніж шестиколісний робот. Плазуни працюють так, наче робот має сотні коліс, отже їх дуже часто застосовують для зовнішніх і військових роботів, де треба гнати дуже перетятою місцевістю. Проте, їх важко використовувати у приміщенні, наприклад, на килимах і гладких підлогах. Приклад — NASA Urban Robot «Urbie».

### Застосування ходьби до роботів
Ходьба є важким і динамічним для вирішення, завданням. Було виготовлено кілька роботів, які можуть надійно ходити на двох ногах, проте, ніхто досі не зробив робота, який ходив-би настільки-ж надійно, як людина. Було побудовано також багато роботів, які ходять на більше ніж двох ногах, через те, що їх значно легше побудувати. У фільмі I Robot було запропоновано гібриди роботів, котрі ходять на двох ногах і перемикаються на чотири (руки + ноги) у разі переходу до бігу. Переважно, роботи на двох ногах можуть добре ходити пласкими поверхнями й, інколи, здатні підніматися сходами, але досі ніхто з них, не може пройти кам'янистою, нерівною поверхнею.
Деякі з методів, які було випробувано для ходіння роботів:

### Техніка ZMP

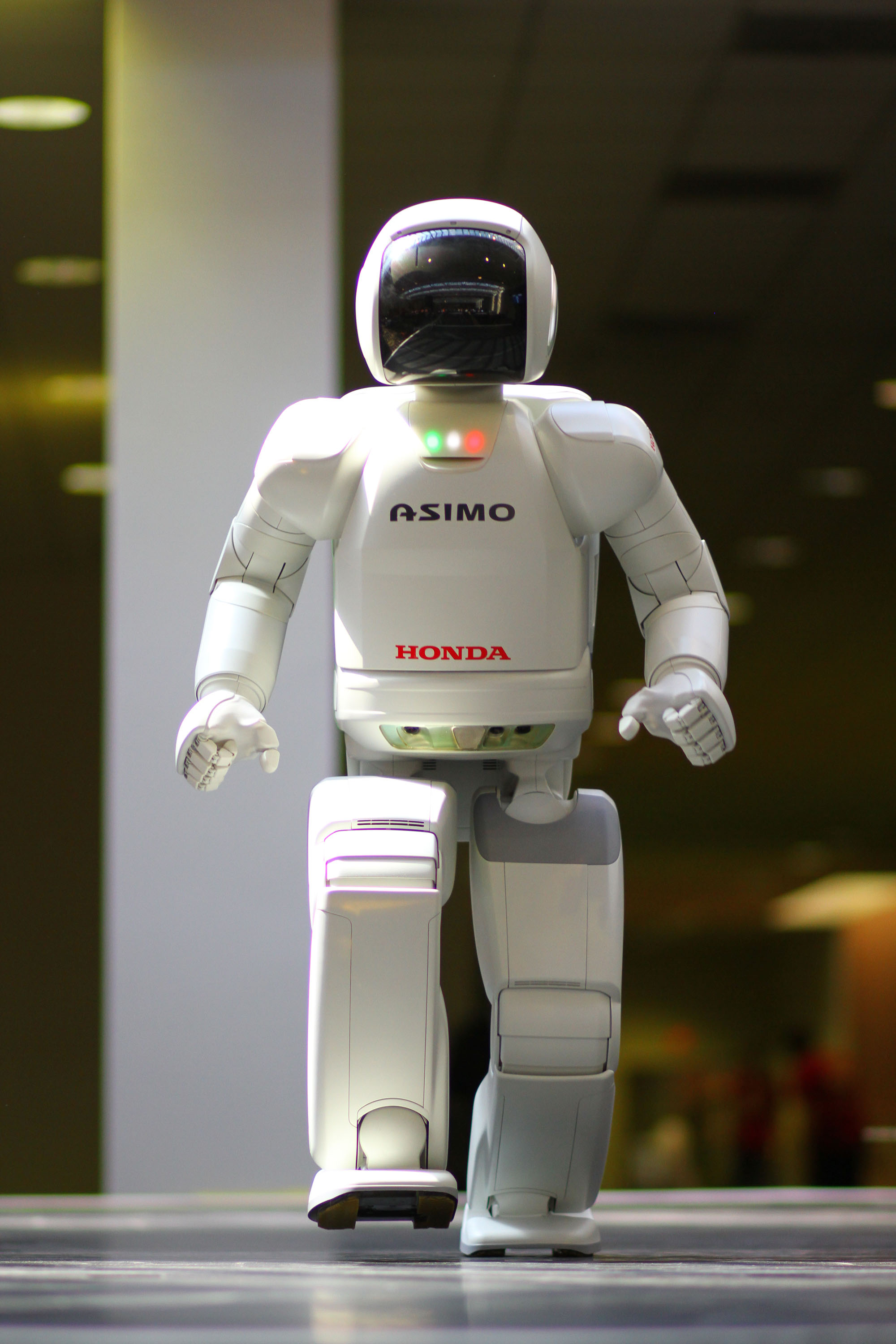
ASIMO 4.28.11

Точка нульового моменту (англ. Zero Moment Point, ZMP) є алгоритмом, який використовується для роботів, наприклад ASIMO Honda. Бортовий комп'ютер робота, намагається зберегти загальні сили інерції (поєднання гравітації Землі, та прискорення й уповільнення під час ходьби), прирівняти силі реакції опори (силі відштовхування від підлоги ніг робота). У такий спосіб, ці дві сили урівноважуються, що не створює момент (силу, яка змушує робота обертатися і падати). Проте, це не зовсім так, як ходить людина, і різниця очевидна для спостерігачів — деякі з яких відзначали, що ASIMO ходить так, наче їй негайно треба до вбиральні. Алгоритм ходьби ASIMO не статичний, а має деякі з елементів динамічного балансування, тим не менше, вона як і раніше потребує гладкої поверхні для ходьби.

### Роботи, що стрибають
Кількома роботами, побудованими 1980 року Марком Райбертом у лабораторії MIT Leg, було успішно продемонстровано дуже динамічну ходьбу. Робот з однією ногою, зміг залишатися у вертикальному положенні, просто роблячи стрибки. Рух такий — же, як і у особи, яка перебуває на pogo-палиці. У міру того як робот починає падати на один бік, він стрибає трохи у цьому-ж напрямку, з тим щоби вирівняти себе. Незабаром, алгоритм було узагальнено на дві та чотири ноги. Такий двоногий робот, навіть, показав виконання перекидів (сальто) і види бігу, притаманні тваринам.

### Динамічне балансування (контрольоване падіння)
Більш просунутий спосіб ходіння для робота, є використання динамічного балансувального алгоритму, який є потенційно більш надійним, ніж техніка точки нульового моменту, оскільки він постійно відстежує рух робота, і переставляє ноги задля підтримки стабільності. Цю методику нещодавно було продемонстровано для Anybots 'Dexter Robot, яка настільки стала, що робот може, навіть, стрибати.

### Пасивні динаміки
Мабуть, найбільш багатонадійним підходом є використання пасивної динаміки, де імпульс хитання кінцівок, використовується для більшої ефективності. Було показано, що повністю без двигуна, людиноподібні механізми можуть йти вниз спадистою поверхнею, використовуючи лише силу тяжіння, щоби просунути себе. Застосовуючи цю техніку, робот мусить витрачати лише невелику кількість потужності двигуна, щоби ходити рівною поверхнею або трохи більше, щоби йти у гору. Цей метод обіцяє зробити крокувальних роботів, чи не у десять разів ефективніше, ніж ZMP ходунки, як ASIMO.

### Інші способи руху
Літальний
Сучасний пасажирський лайнер, по суті, є літальним роботом з двома людьми, що керують ним.
Автопілот

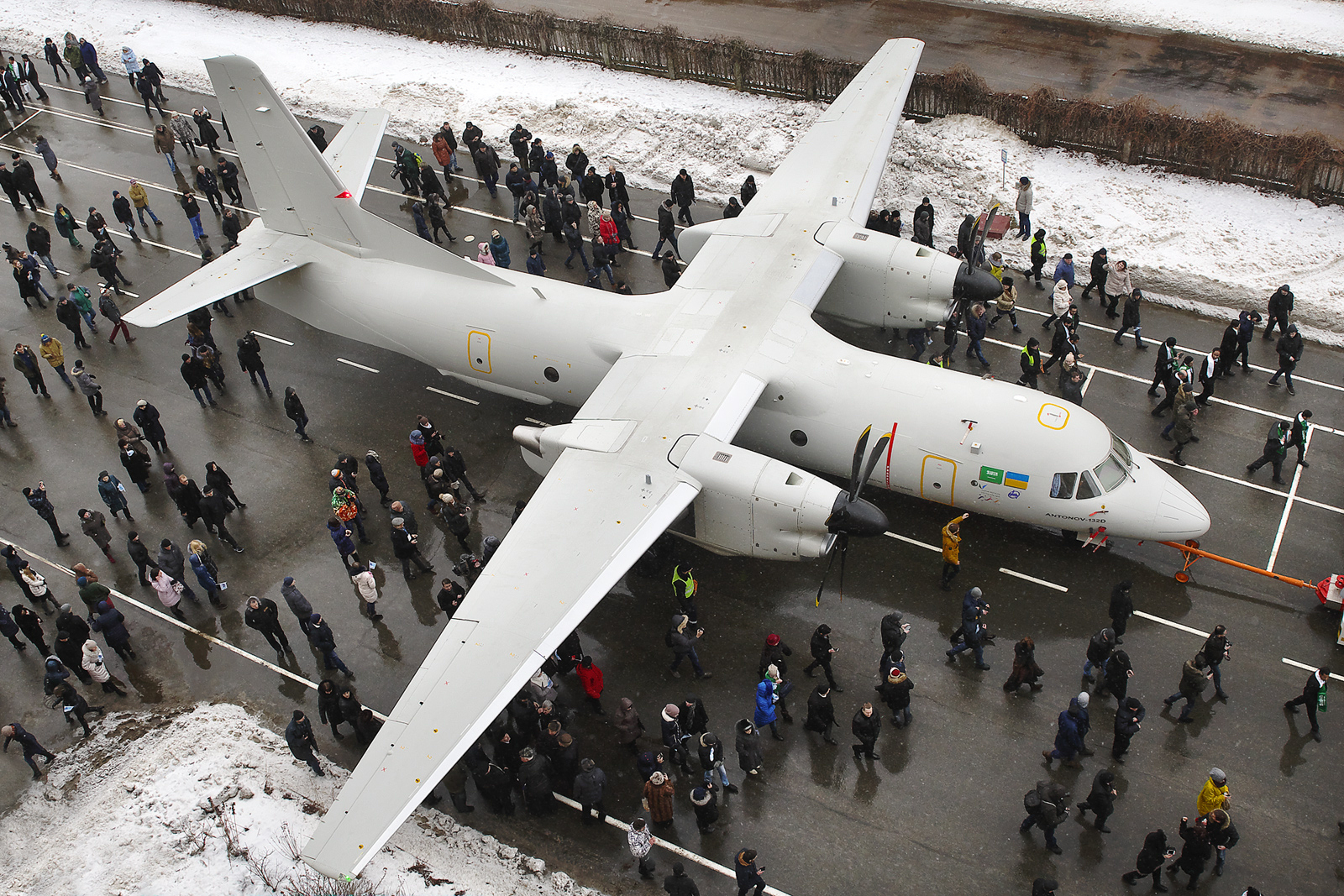
An-132D з авіонікою Primus Epic 2.0 — системою інтерактивної навігації (система штучного зору, 3D метеорадар)

здатний керувати літаком на кожному етапі шляху, разом зі злетом, нормальним польотом і, навіть, посадкою. Інші літальні роботи, не мають пілотів і відомі як безпілотні літальні апарати (БПЛА). Вони можуть бути менше і легше, без людини на борту, і літати на небезпечну територію для військових місій чи спостереження. Деякі з них спроможні навіть стріляти по цілі за командою. Також, розробляються БПЛА, які можуть стріляти по цілях автоматично, без потреби команди людини. Інші літальні роботи, це крилаті ракети.
Повзальні роботи
Було успішно розроблено кілька роботів — змій, котрі наслідують для пересування, справжні рухи змії. Ці роботи здатні переміщатися у дуже замкненому просторі, тобто їх може бути використано, наприклад, для пошуку людей, затиснених у зруйнованих будівлях. Японська ACM-R5 змія — робот, навіть, може рухатися як по суші, так і у воді.
Роботи на ковзанах
Було розроблено невелику кількість роботів, що катаються, один з яких представляє собою багаторежимний пристрій для ходіння і катання на ковзанах. Він має чотири ноги, з колесами, без двигуна.
Сходження

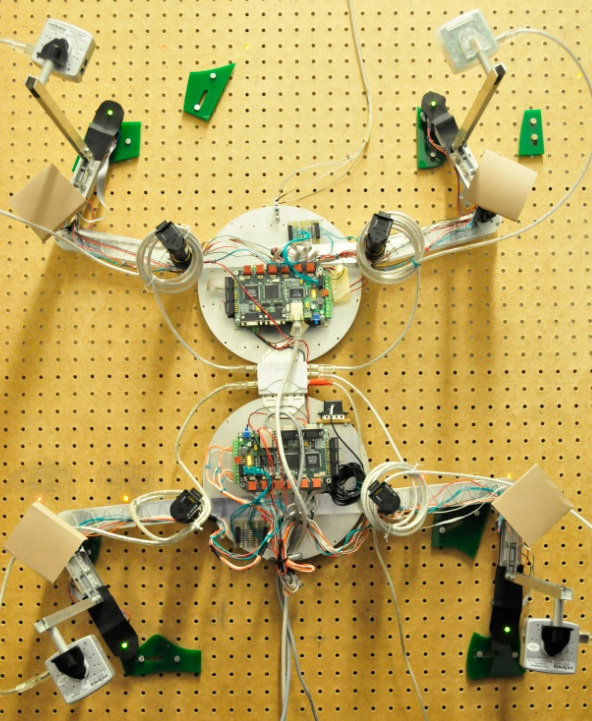
Capuchin Free Climbing Robot

Задля розробки роботів, які мають можливість піднятися на вертикальні поверхні, було використано кілька різних підходів. Один із способів повторює рухи альпініста на стіні з виступами; регулювання центру мас і переміщення кожної кінцівки, водночас, щоб отримати важелі. Прикладом цього є Capuchin, побудований доктором Ruixiang Zhang у Стенфордському університеті, штат Каліфорнія. Інший підхід використовує спосіб, який застосовують гекони для настінних сходжень (можуть підніматися гладкою поверхнею, як-от вертикальне скло). Прикладами такого підходу є Wallbot і StickyBot. Китайська Technology Daily 15 листопада 2008 року, повідомила, що доктор Li Hiu Yeung і його дослідницька група з розробки нової концепції літака (Zhuhai) Co, Ltd успішно розробила біонічного робота-гекона під назвою «Speedy Freelander». За словами доктора Лі, робот може швидко підніматися вгору і вниз різними стінами будівель, переміщатися наземними та стінними тріщинами, і пересуватися стелею. Він, також, був у змозі пристосуватися до поверхонь з гладкого скла, грубих, липких або запорошених стін, а також різних видів металевих матеріалів. Робот-гекон може, також, виявляти і обходити перешкоди автоматично. Третій підхід полягає, у відтворенні рухів змії під час її сходження.
Плавання
Підраховано, що під час плавання, деякі риби можуть досягти пропульсивної ефективності, більш ніж на

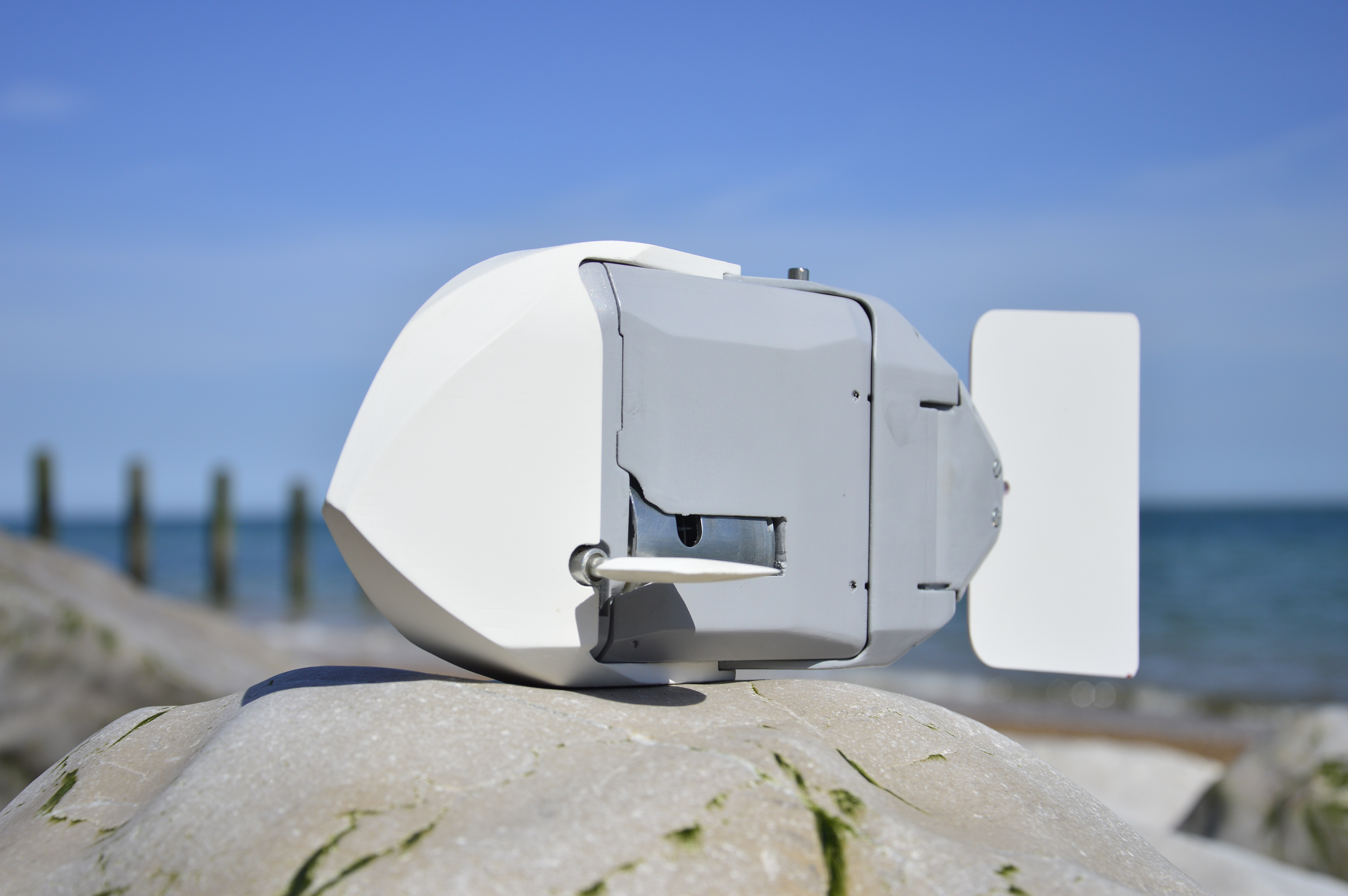
ISplash Robotic Fish

90 %. Окрім того, вони можуть прискорюватися та маневрувати набагато краще, ніж будь-який сучасний підводний човен, і мають менше шуму та опір у воді. Тому багато дослідників, що розробляють підводні роботи, хотіли-б втілити цей спосіб пересування. Яскравими прикладами таких роботів, є Essex університету Computer Science Robotic Fish, і робот Тунець, який побудовано Institute of Field Robotics, для аналізу математичної моделі руху thunniform. Робот Aqua Penguin, який розроблено і побудовано Festo (Німеччина), переймає обтічну форму і рухову поведінку передніх «ласт» пінгвінів. Festo також побудували Aqua Ray і Aqua Jelly, які використовують рухи ската манти, та медузи, відповідно.
Роботизована Риба: iSplash-II
2014 року, докторантом Richard James Clapham і професором Huosheng Hu в університеті Essex University було розроблено робот iSplash-II. Це була перша роботизована риба здатна перевершувати справжню рибу у термінах середньої максимальної швидкості (вимірюється у довжині тіла /на секунду) та за витривалістю (часом упродовж якого, підтримується найбільша швидкість). Цей робот досягає швидкості плавання — 3,7 метрів на секунду.
Вітрильник
Типовий робот-вітрильник Vaimos побудовано IFREMER and ENSTA-Bretagne. Оскільки задля руху вітрильник використовує вітер, енергія батарей застосовується лише для комп'ютера, зв'язку та виконавчих механізмів (керування стерном і вітрилом). Якщо робот оснащено сонячними батареями, він може теоретично переміщатися нескінченно. Два головні змагання роботів-вітрильників це: WRSC, яке проходить щороку в Європі, і Sailbot.

## Екологічна взаємодія і навігація
Взаємодія людина-робот
Якщо ми хочемо, щоб роботи, які працюють у наших будинках, вийшли за межі вакуумного чищення підлог, рівень сенсорного інтелекту роботів, потрібно підвищити на кілька порядків. Якщо роботи ефективно працюватимуть у будинках та інших непромислових умовах, спосіб, яким їм буде доручено виконувати свою роботу, і особливо те, як їм сказати, щоби вони зупинилися, матиме вирішальне значення. Люди, які взаємодіятимуть з ними, можливо, матимуть недостатню, або взагалі, ніякої підготовки в галузі робототехніки, тож через це, будь-який інтерфейс повинен бути дуже інтуїтивним. Автори наукової фантастики, також, зазвичай припускають, що роботи  зрештою, матимуть можливість спілкування з людьми за допомогою мови, жестів і міміки, а не через інтерфейс командного рядка. Хоча мова є найприроднішим способом для людського спілкування, це неприродно для робота. Ймовірно, пройде довгий час, перш ніж роботи взаємодіятимуть так само природно, як вигаданий робот C-3РО.
Розпізнавання мови
Розпізнавання безперервного потоку звуків, що виходять від людини, у дійсному часі, є важким завданням для комп'ютера, в основному через велику мінливість мови. Те-ж саме слово, вимовлене тією-ж людиною, може звучати по-різному — залежно від локальної акустики, обсягу попереднього слова та іншого. Це стає ще складнішим, коли говорить людина, яка має інший акцент. Проте, на початку XXI століття, було досягнуто великих успіхів стосовно цього, і найкращі сучасні системи, можуть розпізнавати безперервну природну мову, до 160 слів за хвилину, з точністю до 95 відсотків.
Роботизований голос
Існують й інші перешкоди — коли роботові дозволяється використовувати голос для взаємодії з людьми. З соціальних причин, синтетичний голос виявляється ненайкращим як середовище передавання даних, що вимагає розвивати емоційну складову роботизованого голосу, за допомогою різних методів.
Жести
Можна собі уявити, у майбутньому, пояснення роботу-кухарю, як зробити тісто, або випитування у поліціянта-робота, напрямку руху. В обох цих випадках, жести рук допомогли-б словесним описам. У першому випадку, робот міг-би розпізнати жести, зроблені людиною, і, можливо, повторювати їх для підтвердження. У другому випадку, робот поліціянт міг-би зробити жест, щоби вказати: «вниз дорогою, потім повернути праворуч». Цілком ймовірно, що жести складатимуть частину взаємодії між людьми і роботами. Дуже багато систем вже було розроблено, щоби розпізнавати жести рук людини.
Вираз обличчя
Міміка може забезпечити швидкий зворотний зв'язок під час діалогу між двома людьми, і незабаром зможе

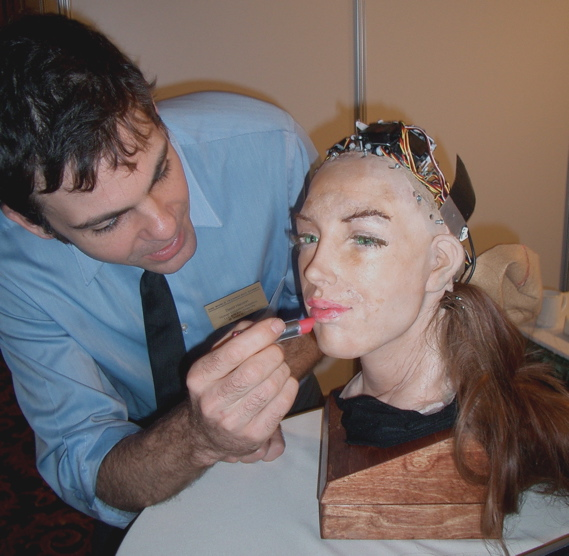
Голова жіночого Android (проект Hanson Robotics)

зробити те ж саме для взаємодії людей і роботів. Було побудовано роботизовані обличчя Hanson Robotics з використанням еластичного полімеру під назвою Frubber, що уможливило велику кількість виразів обличчя, завдяки еластичному гумовому покриттю обличчя робота, та вбудованим під поверхнею, двигунам (сервоприводам). Покриття та сервоприводи побудовано на металевому черепі. Робот повинен знати, як підійти до людини, зокрема з певним виразом обличчя та мовою тіла. Від цього залежить, чи буде людина щаслива від зустрічі чи злякається, сприйнявши робота за божевільного.
Штучні емоції
Штучні емоції також може бути втілено, завдяки послідовності виразів, і / або жестам особи. Як видно з фільму Final Fantasy: The Spirits Within, програмування цих штучних емоцій є складним завданням і вимагає великої кількості людського спостереження. Для спрощення програмування у фільмі, пресети були створені разом зі спеціальним програмним забезпеченням. Ці установки могли-б бути придатними для використання у дійсному житті роботів.
Особистість
Багато з роботів наукової фантастики є особистостями, що може, або не може бути бажаним у комерційних роботів майбутнього. Проте, дослідники намагаються створити роботів, які мали-б особистість: тобто вони використовують звуки, вирази обличчя та мову тіла, щоб спробувати передати внутрішній стан, яким може бути: радість, смуток або страх. Одним із прикладів є комерційний Pleo, іграшка робот-динозавр, який здатний виявляти кілька видимих емоцій.

## Контроль

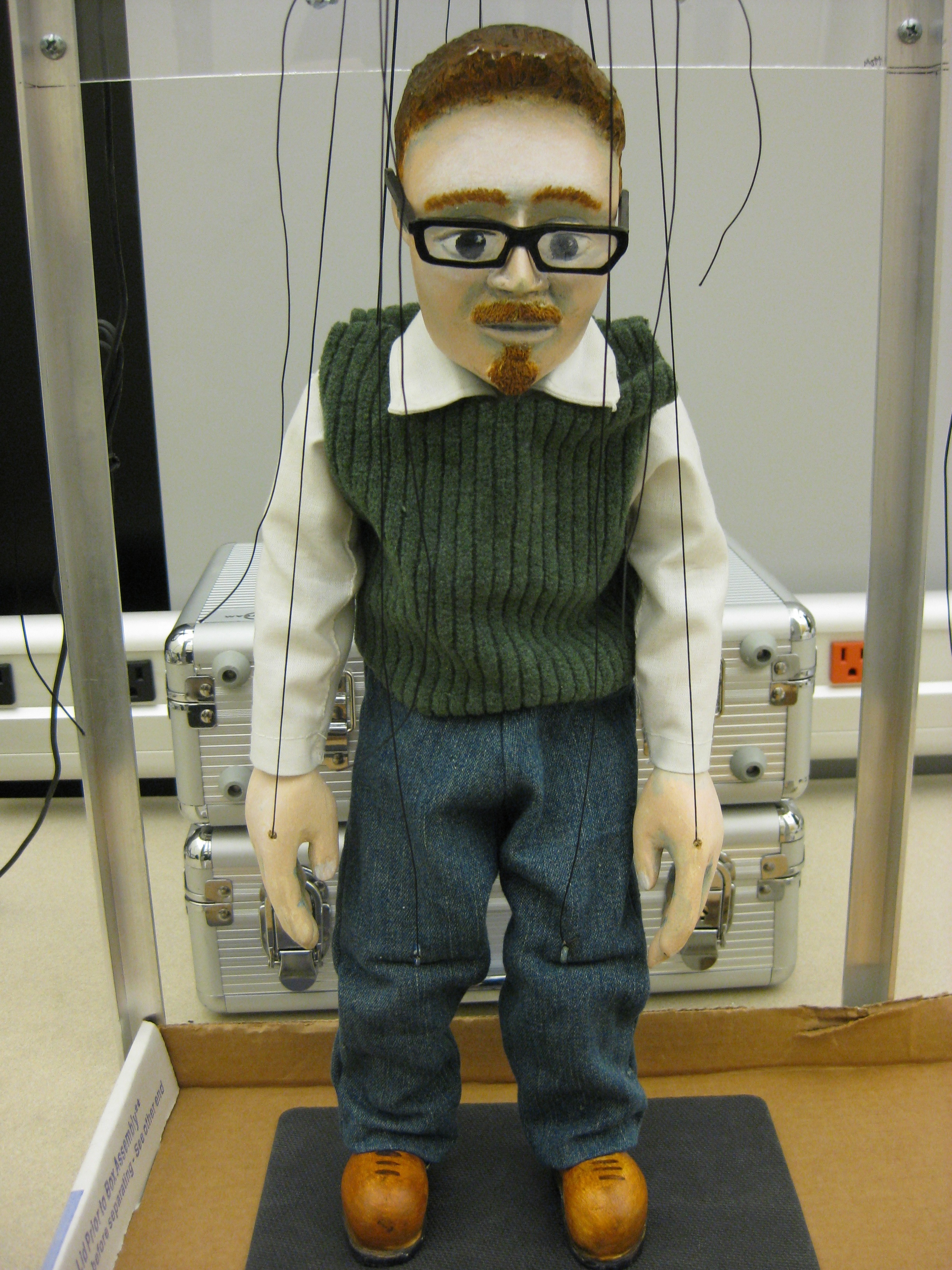
Ляльковий Магнус, робот-маріонетка

Механічна будова робота, повинна відстежуватися для правильного виконання завдань. Контроль робота передбачає три різні етапи — сприйняття, обробку і дію (роботизовані парадигми). Давачі надають дані про стан навколишнього середовища або самого робота (наприклад, положення його суглобів або його кінцевого ефектора). Ця інформація потім обробляється, задля збереження або розрахунку та передавання відповідних сигналів на виконавчі пристрої (двигуни), для механічного переміщення.
Фаза обробки може різнитися за складністю. На реактивному рівні, це може бути перетворення сирих даних давача, безпосередньо на команди приводу. Порівняльний давач спочатку може бути використано для оцінки параметрів, які цікавлять (наприклад, положення захвату робота) від загальних даних давача. Наступне завдання (наприклад, переміщення клешні у певному напрямку), виводиться з цих оцінок. Методи з теорії керування, перетворюють завдання на команди, які керують виконавчими механізмами.
За більш тривалих часових меж, або для більш складних завдань, робот може знадобитися, щоби побудувати і розум з «пізнавальної» моделі. Пізнавальні моделі намагаються представити робота, світ і те, як вони взаємодіють між собою. Розпізнавання образів і комп'ютерний зір, може бути використано для відстеження об'єктів. Методи відбиття, може бути застосовано для побудови мапи світу. І, нарешті, може бути використано планування руху та інші методи штучного інтелекту, щоби з'ясувати, як діяти. Наприклад, планувальник може зрозуміти, як досягти завдання, не зачепивши перешкоди, уникнути падіння тощо.
Рівні автономності
Системи керування можуть, також, мати різні рівні автономності.
Пряма взаємодія використовується задля тактильних пристроїв, а людина у цьому разі, має майже повний контроль над рухом робота.
Режим допоміжного оператора, сприятиме людині командувати завданнями середнього та високого рівня, й автоматично з'ясовувати з роботом, як їх досягти.
Автономний робот може йти без втручання людини протягом тривалих проміжків часу. Більш високий рівень автономії не обов'язково вимагатиме складніших пізнавальних здібностей. Наприклад, роботи у складальних цехах заводів, цілком автономні, але діють за сталою схемою.
Ще одна класифікація враховує взаємодію людини і контроль руху машини.
Повна керованість. Людина відстежує кожен рух, кожну зміну виконавчого механізму машини, що залежать від оператора.
Наглядова керованість. Людина визначає загальні кроки, або зміни положення, а машина вирішує особливості руху власних приводів.
Автономність на рівні завдань. Оператор визначає лише завдання, проте робот сам керує його завершенням.
Повна автономія. Машина буде створювати і здійснювати усі свої завдання, без людської взаємодії.

## Дослідження
Додаткова інформація: робототехніка з відкритим вихідним кодом, еволюційна робототехніка, підрозділи робототехніки та робототехнічний тренажер
Велика частина досліджень в галузі робототехніки зосереджується не лише на певних виробничих завданнях, а й на дослідженнях стоосовно нових типів роботів, новітніх методах проєктування, нових способах їх виготовлення та інших дослідженнях, як-от проєкт cyberflora Массачусетського технологічного інституту, що майже повністю академічний.
Зокрема, першою новинкою щодо дизайну роботів, є відкритий сорсинг проєктів-роботів. Для опису рівня просування робота, може бути використано термін «Покоління Роботи». Це визначення вигадано професором Hans Moravec, головним науковим співробітником в Університеті Карнегі-Меллона Інституту робототехніки під час змалювання розвитку робототехніки у найближчому майбутньому. З'явлення роботів першого покоління, Moravec передбачив 1997 року, й які матимуть інтелектуальний потенціал, котрий можна порівняти з можливостями ящірки та повинні були стати доступними до 2010 року. Але, робот першого покоління, буде нездатний до навчання, проте, Moravec пророкує, що друге поліпшене покоління роботів, з'явиться до 2020 року, з інтелектом, можливо порівняним, з мишаком. Робот третього покоління, повинен мати інтелект, який можна буде порівняти зі здібностями мавпи. Хоча професор Moravec, пророкує роботи четвертого покоління з людським інтелектом, але на його думку, це відбудеться не раніше 2040 або 2050 років.
По-друге, еволюційні роботи. Це методологія, яка використовує еволюційні обчислення, задля розробки роботів, особливо форм тіла, або контролерів руху та поведінки. Схожим чином до природної еволюції, великій популяції роботів, буде дозволено певною мірою, конкурувати, отже, їх придатність вимірюватиметься здатністю виконувати завдання. Ті, які працюють гірше, видалятимуться із популяції та їх буде замінено новим набором, який матиме кращі моделі поведінки, засновані на цих переможцях. Згодом, «населення роботів» поліпшиться, і у кінцевому підсумку, може з'явитися задовільний робот. Це буде відбуватися без будь-якого безпосереднього програмування роботів, дослідниками. Розробники використовують цей метод як для створення кращих роботів, так і задля дослідження природи еволюції. Оскільки процес часто вимагає багатьох поколінь роботів, які будуть моделюватися, цей спосіб, може бути запущено повністю або в основному, у моделюванні, а відтак, випробувано на реальних роботах, щойно виділиться досить хороший алгоритм. 2016 року, налічувалося близько 10 мільйонів промислових роботів, які працювали в усьому світі, і Японія є передовою країною, що має високу щільність використання роботів в обробній промисловості.
Вивчення руху, можна розподілити на кінематику та динаміку. Пряма кінематика стосується розрахунку позиції кінцевого ефектору, орієнтації, швидкості та прискорення, коли відомі відповідні спільні значення. Зворотна кінематика, належить до протилежного випадку, у якому потрібно розраховувати спільні значення для заданих положень кінцевих ефекторів, як це було зазначено під час планування шляху. Деякі спеціальні аспекти кінематики містять обробку надмірності (різні можливості виконання того-ж руху), запобігання зіткнень і уникнення сингулярності. Після того, як усі відповідні позиції, швидкості і прискорення було розраховано з використанням кінематики, застосовуються методи з галузі динаміки, для вивчення впливу сил на ці рухи. Безпосередньо динаміка, стосується обчислень пришвидшень у роботі, оскільки прикладені сили відомі. Пряма динаміка використовується у комп'ютерному моделюванні роботів. Зворотна динаміка належить до розрахунку сил виконавчих механізмів, потрібних для створення запропонованого прискорення кінцевих ефекторів. Ці дані, може бути використано для поліпшення алгоритмів керування роботом.
У кожній галузі, згаданій вище, дослідники прагнуть розробити нові концепції і стратегії, поліпшення дійсних, а також, покращення взаємодії між цими областями. Для цього, повинно бути розроблено і впроваджено критерії для «оптимальної» продуктивності та способів оптимізації дизайну, структури та контролю роботів.
Біоніка і біоміметика
Біоніка і біоміметика застосовують фізіологію та способи пересування тварин до розробки роботів. Наприклад, конструкція BionicKangaroo ґрунтувалася на здатності кенгуру стрибати.

## Зайнятість
Технологічне безробіття
Робототехніка є важливим компонентом у багатьох сучасних виробничих середовищах.

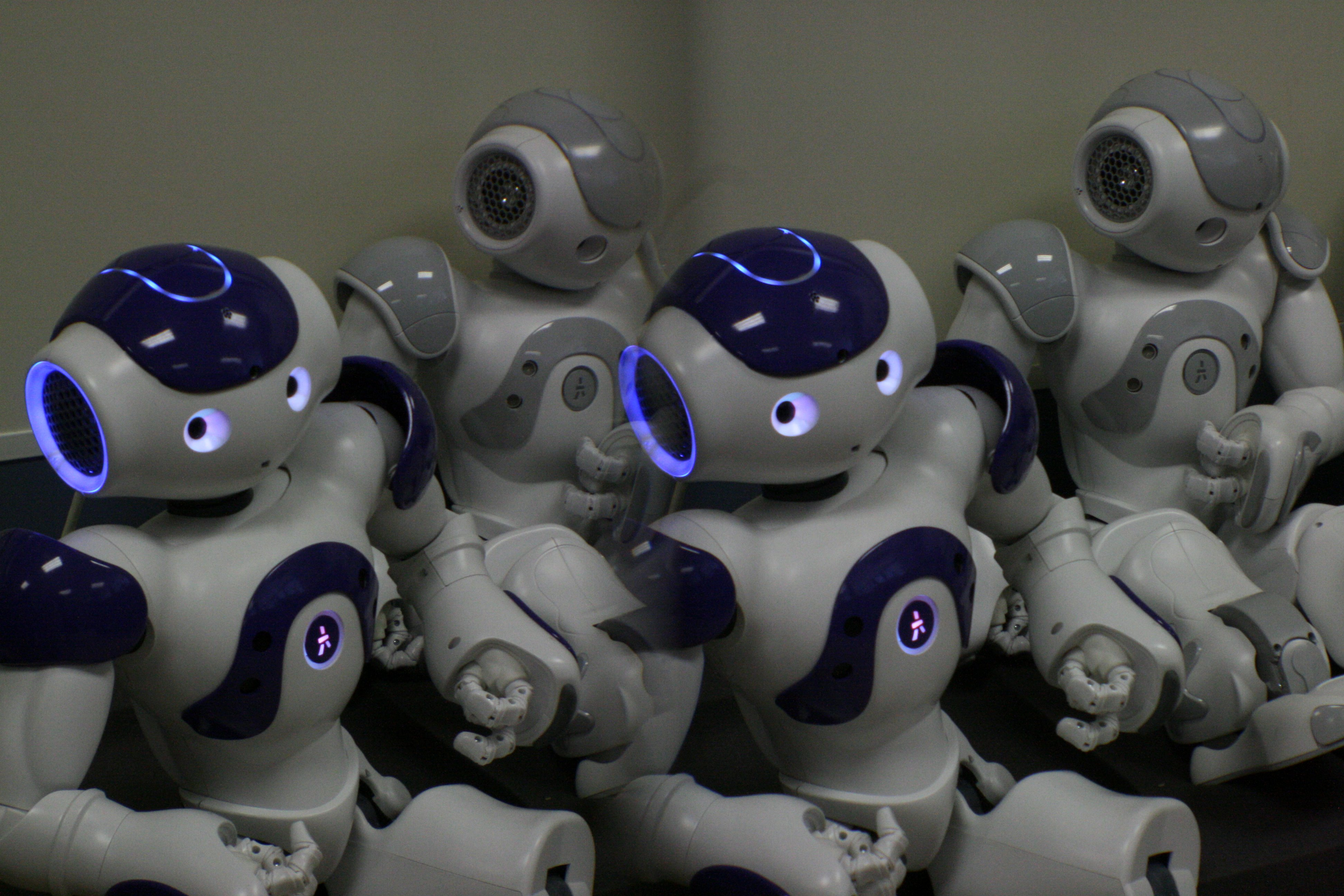
Nao robot, Jaume University

Застосування роботів у промисловості, збільшило продуктивність і ефективність заощадження, але оскільки заводи збільшують використання роботів, кількість робочих місць, зменшуватиметься.
Наприклад, економіст з МТІ Ендрю Макафі зазначив, що з 80-х років кількість робочих місць для представників середнього класу у США різко скоротилася. Ринок праці сьогодні надає два варіанти: або низькооплачувану роботу, або роботу з великою зарплатою. А «золотої середини» стає все менше. На думку Макафі, саме це питання потребує обговорення, а не фантастичні сценарії про повстання машин. «Якщо сучасні тенденції збережуться, то люди повстануть раніше, ніж машини», — зазначив він.
Професійні наслідки для безпеки і здоров'я
Найбільшими перевагами з охорони праці, що випливають з більш широкого використання робототехніки, повинна бути підміна людей, які працюють у шкідливих умовах. У космосі, обороні, безпеці, або атомній галузі, та й у сфері логістики, обслуговування та інспекції, це дозволить уникнути впливу на людей, небезпечних речовин і умов, скорочення фізичних, ергономічних та психосоціальних ризиків. Наприклад, роботи вже використовуються для виконання повторюваних і марудних завдань, праці із радіоактивними матеріалами, або для роботи у вибухонебезпечних середовищах. У майбутньому багато інших часто повторюваних, ризикованих або неприємних завдань, будуть виконуватися роботами у різних галузях економіки, як: сільське господарство, будівництво, транспорт, охорона здоров'я, пожежогасіння або послуги прибирання.
Попри усі ці успіхи, є певні навички, до яких люди будуть більш придатними, ніж машини, і питання полягає у тому, як досягти найкращого поєднання здібностей людини і робота. Переваги робототехніки, це робочі місця насамперед, з точністю і повторюваністю, тоді як перевагами людини, є творчість, ухвалення рішень, гнучкість і звичка. Деякі європейські країни, вносять робототехніку до власних національних програм і намагаються просувати безпечне і гнучке співробітництво між роботами і операторами для досягнення кращої продуктивності. Наприклад, німецький Федеральний інститут з охорони праці та здоров'я (BAuA) організовує щорічні семінари за темою «співпраця людина-робот».

## Філософія і соціальні рухи, пов'язані з робототехнікою
Концепції механізмів та автоматики роботів, іноді явно випливають, також, із філософських течій (механістичного мислення, системного мислення та інше). Механічна філософія Стародавньої Греції, наприклад, спонукала філософів того часу, до усвідомлення, винайдення та виготовлення, безлічі складних пристроїв, механіку яких, використовують досі.
Трансгуманізм: Трансгуманізм є міжнародним культурним та інтелектуальним рухом, який виступає за використання науки та техніки для поліпшення фізичних і психічних здібностей людства. Трансгуманізм розглядає деякі чинники стану людини, як-от: інвалідність, страждання, хвороби, старість або смерть, непотрібними і небажаними. У цьому, трансгуманістичні мислителі спираються на біотехнології, нанотехнології та інші нові методи.
Завантажений розум: завантаження розуму це гіпотетичний метод, завдяки якому можливо було би передати розум від мозку до комп'ютера, за допомогою попереднього оцифровування. Комп'ютер зможе потім відновити розум, шляхом моделювання його дії, без можливості відрізнити «реальний» біологічний мозок від імітації мозку.
Технологічна сингулярність: технологічна особливість, є концепцією, згідно з якою, з гіпотетичної межі, у власній технологічній еволюції, людська цивілізація буде відчувати технологічне зростання усе більш високого порядку. Насамперед, це питання штучного інтелекту, незалежно від способу його створення. За цією межею, штучний інтелект зростатиме вже сам по собі. Це викликатиме такі зміни у людському суспільстві, що люди вже не зможуть ані затримати, ані передбачити їх надійно. Отже можливий ризик втрати людиною, політичної влади над власною долею.

## Додаткова література

### Книги
- Серія книг Springer Tracts in Advanced Robotics (Springer Nature, 2005-2024+)
- Серія книг Intelligent Robotics and Autonomous Agents series (MIT, 1997-2023+)
- Серія книг Chapman & Hall/CRC Artificial Intelligence and Robotics Series (Taylor & Francis; 2017-2024+)

### Журнали
- International Journal of Robotics Research (SAGE Publications)
- IEEE Transactions on Robotics (Інститут інженерів з електротехніки та електроніки, IEEE)
- Robotics and Autonomous Systems (Elsevier)
- Autonomous Robots (Springer Nature)
- Robotics and Computer-Integrated Manufacturing (Elsevier)
- Journal of Field Robotics (John Wiley & Sons)
- IEEE Robotics and Automation Magazine (Інститут інженерів з електротехніки та електроніки, IEEE)
- Journal of Intelligent and Robotic Systems: Theory and Applications (Springer Nature)
- IEEE Robotics and Automation Letters (Інститут інженерів з електротехніки та електроніки, IEEE)
- Science Robotics (сайт; AAAS)
- Advanced Robotics (Taylor & Francis)
- Advanced Intelligent Systems (сайт; Wiley-VCH)